# 조르자 멜로니
조르자 멜로니(이탈리아어: Giorgia Meloni; 1977년 1월 15일 출생)는 2022년부터 이탈리아 총리를 역임한 이탈리아의 정치인으로, 이탈리아 최초의 여성 총리이다. 2006년부터 대의원으로 활동했으며, 2014년부터 중도우파에서 극우 성향의 이탈리아의 형제들 (정당)(FdI)의 대표를 맡았고, 2020년부터 2025년까지 유럽 보수와 개혁당의 대표를 역임했다.
1992년 멜로니는 1946년 이탈리아 파시즘 추종자들이 설립한 네오파시즘 정당인 이탈리아 사회운동(MSI)의 청년 조직인 청년 전선에 가입했다. 그녀는 나중에 1995년에 MSI의 법적 후계자가 되어 국민보수주의로 전환한 탈파시즘 정당인 국가동맹(AN)의 학생 운동인 학생 행동의 전국 대표가 되었다. 그녀는 1998년부터 2002년까지 로마도의 의원이었고, 그 후 AN의 청년 조직인 청년 행동의 대표가 되었다. 2008년 그녀는 제4차 베를루스코니 내각에서 청소년부 장관으로 임명되었고, 이 역할은 2011년까지 유지했다. 2012년 그녀는 AN의 법적 후계 정당인 FdI를 공동 설립했으며, 2014년에 대표가 되었다. 그녀는 2014년 유럽 의회 선거와 2016년 로마 지방선거에 출마했으나 실패했다. 2018년 총선 이후 그녀는 제18대 의회 전체 기간 동안 FdI를 야당으로 이끌었다. FdI는 특히 FdI가 유일한 야당이었던 거국정부인 드라기 내각의 코로나19 범유행 관리 기간 동안 여론 조사에서 인기가 높아졌다. 드라기 정부의 몰락 이후 FdI는 2022년 총선에서 승리했다.
멜로니는 가톨릭교도이자 보수주의자이며, "Dio, patria, famiglia"('하느님, 조국, 가족')를 옹호한다고 믿는다. 그녀는 안락사, 동성결혼, 그리고 동성 부모에 반대하며, 핵가족은 오로지 남녀 쌍이 이끈다고 주장한다. 그녀는 또한 세계화주의에 대한 비판자이다. 멜로니는 불법체류를 막기 위한 해군 봉쇄를 지지했지만(결코 시행하지는 않았다), 일부 비판자들은 그녀를 외국인 혐오증과 이슬람 혐오증으로 묘사했다. NATO의 지지자인 그녀는 EU에 대해 "유럽 현실주의자"라고 묘사하는 유럽회의주의적 견해를 유지한다. 그녀는 2022년 러시아의 우크라이나 침공 이전에 러시아와의 관계 개선을 선호했지만, 이를 비난하며 우크라이나에 계속 무기를 보내겠다고 맹세했다. 2024년 포브스는 멜로니를 세계에서 세 번째로 영향력 있는 여성으로 선정했으며, 타임지에서는 세계에서 가장 영향력 있는 인물 중 한 명으로 선정되었다. 반면 폴리티코는 2025년에 그녀를 유럽에서 가장 영향력 있는 인물로 선정했다.

## 초기 생활
조르자 멜로니는 1977년 1월 15일 이탈리아 로마에서 태어났다. 그녀의 아버지 프란체스코 멜로니는 사르데냐 출신의 라디오 감독 니노 멜로니와 롬바르디아주 출신의 여배우 초에 인크로치의 아들이었다. 멜로니의 어머니 안나 파라토레는 시칠리아 출신이다. 그녀의 아버지는 세무사였으며 일부 정치적 프로필에 따르면 공산주의자에 대한 동정심을 가지고 이탈리아 공산당에 투표했지만, 그녀의 어머니는 나중에 소설가가 되었다. 그녀의 아버지는 1978년 그녀가 한 살이었을 때 가족을 버리고 카나리아 제도로 이주하여 재혼했다. 멜로니는 아버지의 두 번째 결혼에서 네 명의 이복 형제를 두었다. 17년 후인 1995년, 그는 마약 밀매 혐의로 유죄 판결을 받고 스페인 감옥에서 9년형을 선고받았다. 그는 2006년 멜로니가 대의회 부의장이 되었을 때 마지막으로 연락했다. 법적 문서들은 전 부인 안나 파라토레, 즉 조르자 멜로니의 어머니가 여러 시기에 파트너였던 부동산 회사 네트워크를 통한 간접적인 경제적 연결을 폭로했다.
멜로니는 로마의 노동자 계급 지역인 가르바텔라에서 자랐는데, 아버지가 떠난 지 몇 년 후 어린 시절 부모와 함께 살았던 부유한 집이 화재로 파괴된 후 그곳으로 이사했다. 그녀의 성장기는 가족에 의해 가난했다고 묘사된다. 그녀의 자서전에서 멜로니는 어린 시절과 가족의 해체가 그녀의 정치적 관점에 영향을 미쳤다고 썼다. 멜로니에게는 1975년에 태어난 언니 아리안나가 있는데, 그녀는 프란체스코 롤로브리지다와 결혼했으며, 프란체스코 롤로브리지다는 2022년 10월 22일부터 농업 장관을 역임하고 있다.

### 교육 및 초기 정치 활동
1992년, 15세의 멜로니는 1995년에 해체된 네오파시즘 정당인 이탈리아 사회운동(MSI)의 청년 조직인 청년 전선에 가입했다. 이 기간 동안 그녀는 로사 루소 이에르볼리노 장관이 추진한 공교육 개혁에 반대하는 시위에 참여한 학생 조정 조직 글리 안테나티('선조')를 설립했다. 1996년, 그녀는 탈파시즘 정당인 국가동맹(AN), 즉 MSI의 국민보수주의 후계 정당의 학생 운동인 학생 행동의 전국 대표가 되었고, 이탈리아 교육부가 설립한 학생 단체 포럼에서 이 운동을 대표했다.
1998년, 예비선거에서 승리한 후, 멜로니는 로마도의 의원으로 선출되었고, 2002년까지 이 직책을 유지했다. 그녀는 2000년에 전국 이사로 선출되었고, 2004년에는 AN 청년 조직인 청년 행동의 첫 여성 대표가 되었다. 이 기간 동안 그녀는 로마에서 가장 유명한 나이트클럽 중 하나인 파이퍼 클럽에서 유모, 웨이트리스, 바텐더로 일했다.
멜로니는 1996년에 이스티투토 테크니코 프로페시오날레 디 스타토 아메리고 베스푸치(Istituto tecnico professionale di Stato Amerigo Vespucci)를 졸업했다. 2006년 이탈리아 의회에 선출된 후, 그녀는 자신의 이력서에 최종 성적 60/60의 외국어 고등학교 졸업장과 "디플로마 디 리세오 링귀스티코; 지오르날리스타(Diploma di liceo linguistico; giornalista)"를 취득했다고 밝혔다. 이로 인해 논란이 일었다. 이스티투토 테크니코 프로페시오날레 디 스타토 아메리고 베스푸치(Istituto tecnico professionale di Stato Amerigo Vespucci)는 외국어 고등학교가 아니었고, 어떤 외국어 졸업장도 발급할 자격이 없었기 때문이다. 대신, 그곳은 학생이 선택한 학업 과정에 따라 요리사, 웨이터, 연예인, 여행 가이드, 호스티스 등의 직업 자격을 발급하는 호텔 경영 전문 학교였다. 멜로니가 이스티투토 테크니코 프로페시오날레 디 스타토 아메리고 베스푸치(Istituto tecnico professionale di Stato Amerigo Vespucci)에서 어떤 학업 과정을 선택했는지는 알려지지 않았다. 멜로니는 자신이 다녔던 호텔 경영 전문 학교가 외국어 졸업장을 발급하는 에르네스토 나탄 직업 훈련 센터가 되었다고 언급했다. 그러나 훈련 센터는 졸업장을 발급할 수 없다. 센트로 디 포르마치오네 프로페시오날레 에르네스토 나탄(Centro di Formazione Professionale Ernesto Nathan)은 미용사와 미용사를 위한 자격을 발급한다.

## 정치 경력

### 청소년부 장관

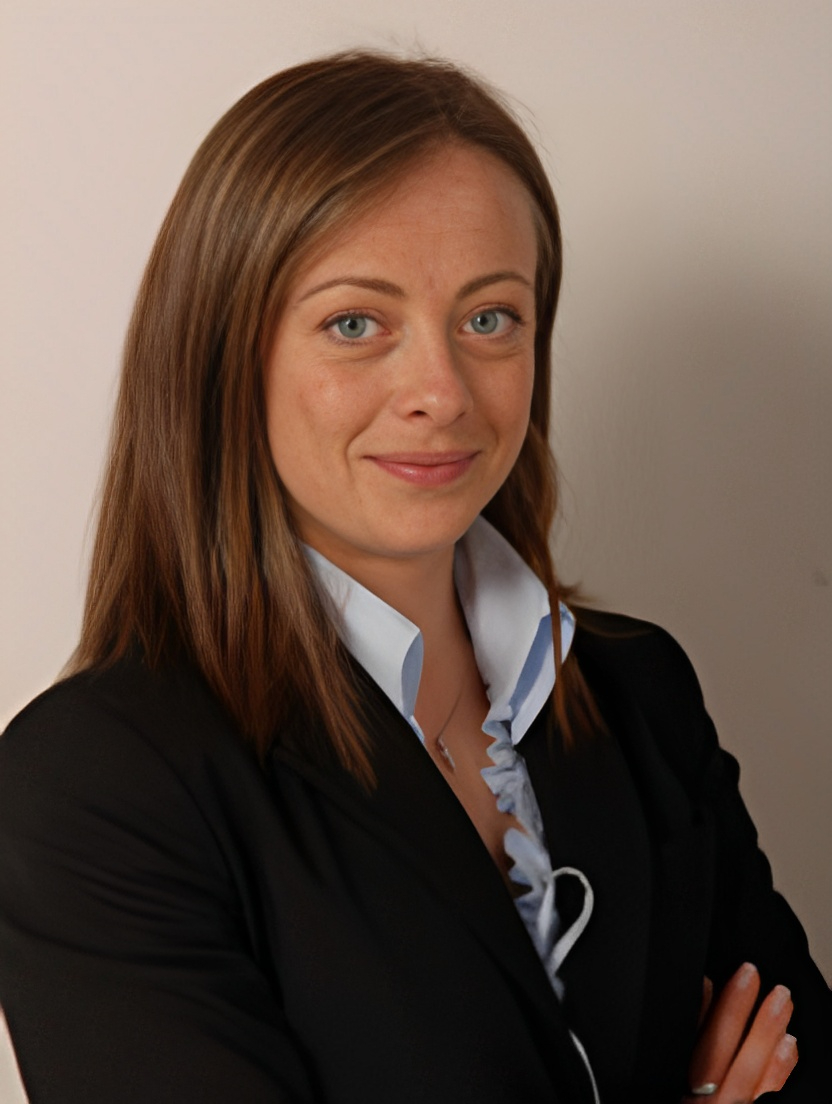
2008년 청소년부 장관 시절 멜로니의 대의회 초상화

2006년 이탈리아 총선에서 그녀는 국가동맹(AN) 소속으로 대의회에 선출되었으며, 그곳에서 역대 최연소 부의장이 되었다. 같은 해에 그녀는 기자로 일하기 시작했다. 2006년, 멜로니는 제3차 베를루스코니 내각이 총리이자 미디어 거물인 실비오 베를루스코니의 기업에 혜택을 주고, 그와 관련된 진행 중인 재판을 지연시킨 법률들을 옹호했다. 멜로니는 "그것들을 맥락화할 필요가 있다. 그것들은 실비오 베를루스코니가 자신을 위해 만든 법률이다. 하지만 그 법률들은 완벽하게 정당하다"고 말했다.
2008년, 31세의 나이로 그녀는 제4차 베를루스코니 내각의 청소년 정책 장관으로 임명되었으며, 2011년 11월 16일 베를루스코니가 재정 위기와 대중 시위 속에서 총리직을 사임해야 할 때까지 이 직책을 유지했다. 그녀는 통합 이탈리아 역사상 두 번째로 어린 장관이었다. 2008년 8월, 그녀는 중국의 티베트 정책에 대한 불만을 표하며 베이징 올림픽 개막식 보이콧을 이탈리아 선수들에게 촉구했다. 이 발언은 베를루스코니와 외무부 장관 프랑코 프라티니로부터 비판을 받았다. 2009년, 그녀의 정당은 전진이탈리아(FI)와 합병하여 자유민중당(PdL)을 결성했고, 그녀는 통합 정당의 청년 부문인 젊은 이탈리아의 대표직을 맡았다. 같은 해에 그녀는 안락사에 반대하는 법령에 찬성표를 던졌다.
2010년 11월, 그녀는 청소년부를 대표하여 '미래를 위한 권리'라고 불리는 3억 유로 규모의 패키지를 발표했다. 이는 청소년에게 투자하는 것을 목표로 하며, 신규 기업가에 대한 인센티브, 임시직 근로자를 위한 보너스, 그리고 우수 학생을 위한 대출을 포함한 다섯 가지 이니셔티브를 담고 있었다. 2012년 11월, 그녀는 당의 몬티 내각 지지에 반대하여 안젤리노 알파노에 맞서 PdL 지도부에 도전하겠다고 발표했다. 예비선거가 취소된 후, 그녀는 동료 정치인 이냐치오 라루사 및 귀도 크로세토와 팀을 이루어 반몬티 정책을 수립하고 당내 쇄신을 요구하며 베를루스코니의 지도력에 대해서도 비판적인 입장을 보였다.

### 이탈리아의 형제들 대표
2012년 12월, 멜로니, 라 루사, 크로세토는 이탈리아의 국가의 가사에서 이름을 따온 새로운 정치 운동인 이탈리아의 형제들 (정당)(FdI)을 창당했다. 2013년 이탈리아 총선에서 그녀는 베를루스코니의 중도우파 연합의 일원으로 출마하여 2.0%의 득표율과 9석을 얻었다. 그녀는 롬바르디아주에서 대의원으로 재선되었고, 나중에 당에 헌신하기 위해 2014년에 사임할 때까지 당의 원내대표를 맡았다. 그녀의 후임은 파비오 람펠리였다.

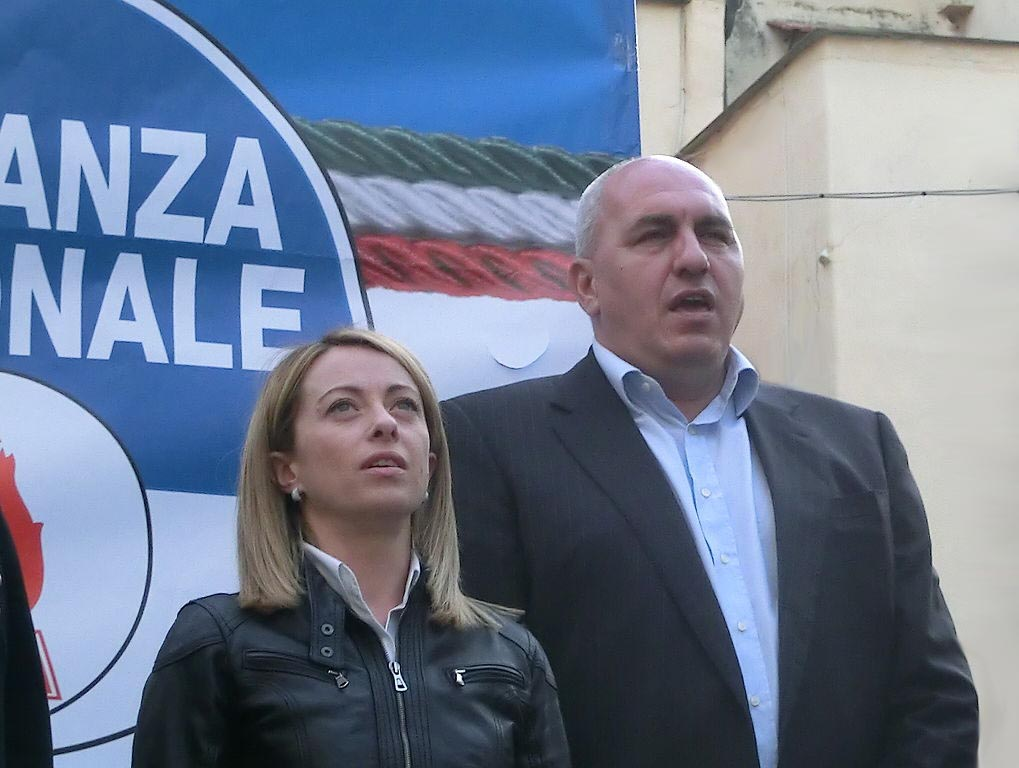
2014년 FdI 집회에서 귀도 크로세토와 함께 있는 멜로니

2014년 3월, 그녀는 FdI의 대표가 되었고, 4월에는 5개 선거구 전체에서 FdI의 대표로 2014년 유럽 의회 선거에 출마했다. FdI 당은 3.7%의 득표율을 얻어 4%의 문턱을 넘지 못했고, 그녀는 유럽 의회 의원이 되지 못했다. 그녀는 348,700표를 얻었다. 2015년 11월 4일, 그녀는 자신의 캠페인을 지지하는 우리 땅이라는 보수주의 정치 위원회를 설립했다. 우리 땅은 FdI의 병렬 조직이었으며, FdI의 대중적 기반을 확대하는 것을 목표로 했다.
2016년 1월 30일, 그녀는 반 LGBT 권리 시위인 가족의 날(Family Day)에 참가하여 LGBT 입양에 반대한다고 밝혔다. 같은 가족의 날 행사에서 그녀는 임신했다고 발표했으며, 딸 지네브라는 9월 16일에 태어났다. 6월 2016년 로마 지방선거에서 그녀는 마테오 살비니가 이끄는 정당인 살비니를 위하여의 지지를 받아 시장 후보로 출마했고, 베를루스코니의 전진이탈리아(FI)가 지지하는 후보인 알피오 마르키니에 반대했다. 2016년 5월, 그녀는 당선될 경우 조르조 알미란테의 이름을 딴 거리를 명명하겠다고 약속하여 지역 유대인 공동체와 반파시스트 단체 이탈리아 파르티잔 전국 협회(ANPI) 사이에서 논란을 불러일으켰다. 멜로니는 20.6%의 득표율을 얻어 FI 후보의 거의 두 배에 달했지만, 결선 투표에 진출하지 못했고, FdI는 12.3%의 득표율을 기록했다.

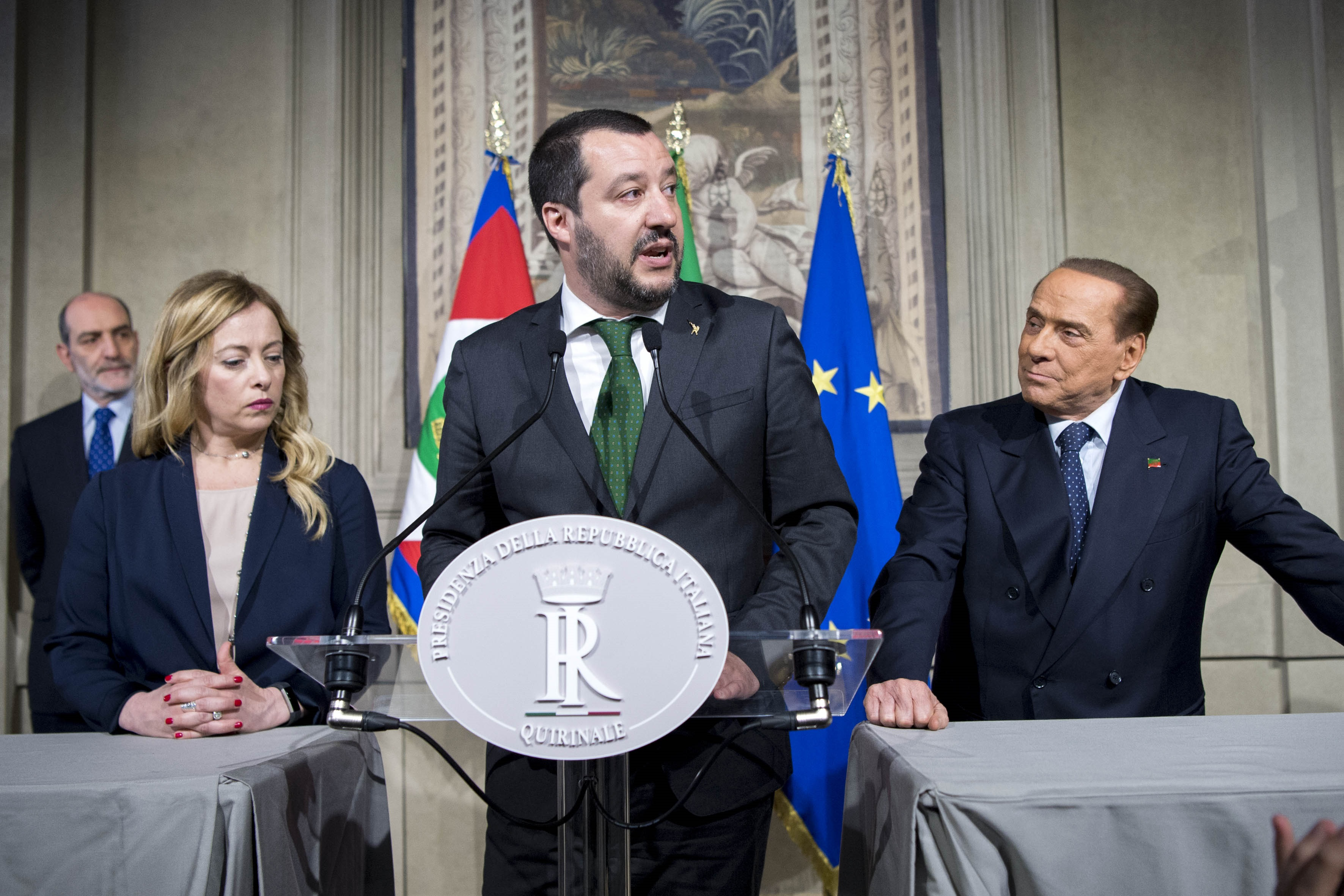
멜로니가 마테오 살비니 (중앙) 및 실비오 베를루스코니 (오른쪽)와 함께 있는 모습, 2018년

렌치 내각이 추진한 개혁에 대한 2016년 이탈리아 개헌 국민투표 캠페인 기간 동안, 멜로니는 "아니요, 감사합니다" 위원회를 설립하고 당시 총리였던 마테오 렌치와의 토론을 포함하여 수많은 텔레비전 토론에 참여했다. 12월 4일 "아니요"가 거의 60%의 득표율로 승리하자 멜로니는 조기 총선을 요구했다. 다음 날 렌치가 사임하자 그녀는 12월 12일 파올로 젠틸로니가 이끄는 다음 정부에 대한 신임을 철회했다. 2017년 12월 2~3일 트리에스테에서 열린 FdI 의회에서는 멜로니가 당 대표로 재선되었고, 당 로고가 갱신되었으며, 오랜 기간 우익 정치인이었던 다니엘라 산탄체가 합류했다.
당 대표로서 그녀는 살비니가 이끄는 살비니 총리 동맹(Lega)과 동맹을 맺기로 결정하고, 민주당(PD)이 이끄는 중도좌파 정부에 대항하여 여러 정치 캠페인을 시작하며 FdI를 유럽회의주의 및 우익 포퓰리즘의 위치에 두었다. 2018년 이탈리아 총선에서 FdI는 베를루스코니의 FI, 살비니의 레가, 라파엘레 피토의 살비니를 위하여와 함께 중도우파 연합의 일원으로 출마했다. 멜로니의 당은 4.4%의 득표율을 얻어 2013년보다 세 배 이상의 의석을 차지했다. 그녀는 라티나 (이탈리아)의 단일 선거구에서 41%의 득표율로 대의원으로 선출되었다. 레가가 주요 정치 세력으로 부상한 중도우파 연합은 대의회에서 최다 득표수를 얻었지만, 어떤 정치 집단이나 정당도 절대 다수를 얻지 못하여 헝 의회가 되었다.

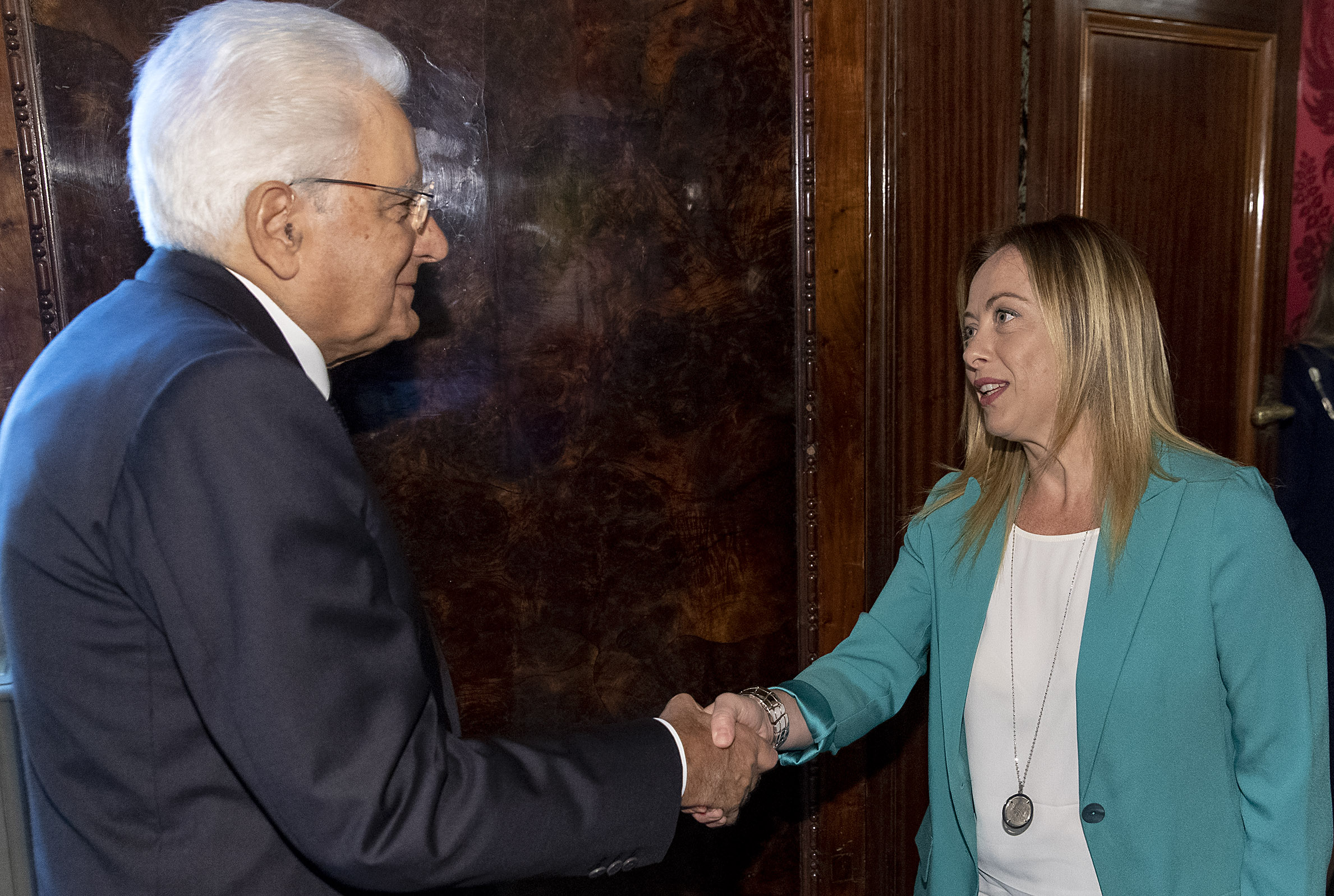
2019년 세르조 마타렐라 대통령과 함께 있는 멜로니

2019년 10월 19일, 그녀는 새로 구성된 제2차 콘테 내각에 반대하는 로마의 이탈리아 프라이드 집회에 참가했다. 연설에서 그녀는 미성년자의 이탈리아 신분증에 부모 1과 부모 2라는 문구를 아버지와 어머니로 대체하려는 제안을 비판하며, "나는 조르자다. 나는 여성이고, 어머니이며, 이탈리아인이고, 기독교인이다"라는 슬로건으로 마무리했다. 이 슬로건은 밀라노의 두 DJ에 의해 리믹스되어 수백만 조회수를 기록하고 모방과 밈을 낳으며 심지어 골드 디스크를 수상한 디스코-트래쉬 유행어가 되었다. 그녀의 자서전에서 본인 스스로 인정했듯이, 리믹스 뮤직 비디오의 미디어와 바이러스적 성공은 원래의 풍자적 의도(성소수자 공동체를 위한 의도였음)를 잃고 그녀의 정치적 인기를 크게 높였다. 그녀는 갑자기 "지루한 정치인에서 호기심 많은 팝 현상"으로 변모했다고 말했다.
2021년 2월, 그녀는 워싱턴 D.C.에 본부를 둔 국제 싱크탱크인 아스펜 연구소에 합류했다. 여기에는 줄리오 트레몬티와 같은 많은 금융가, 사업가, 정치인이 포함되어 있다. 2021년 2월 19일, 시에나 대학교 조반니 고치니 교수는 라디오에서 멜로니에게 저속한 욕설을 퍼부었다. 이에 세르조 마타렐라 대통령과 마리오 드라기 총리 모두 멜로니에게 전화하여 고치니를 비난했고, 고치니는 대학 이사회로부터 정직 처분을 받았다.

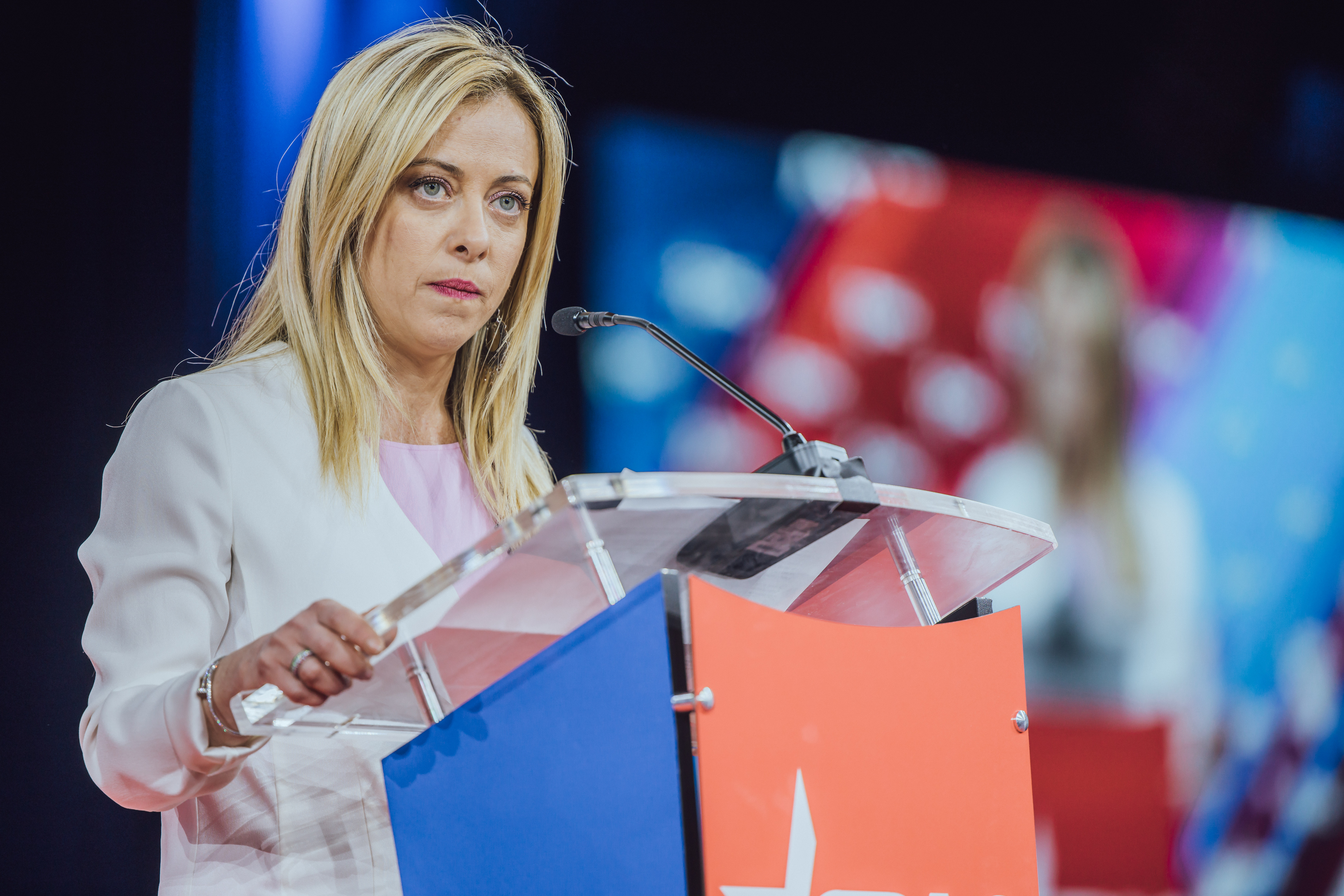
플로리다의 CPAC 2022에 참석한 멜로니

2021년 10월, 멜로니는 2020년 문서인 마드리드 헌장에 서명했는데, 이는 좌파 단체들을 "쿠바 정권의 보호 아래" 있는 "범죄적 계획"에 연루된 이베로아메리카의 적으로 묘사한다. 이 문서는 스페인의 우익 정당인 Vox에 의해 작성되었다. 그녀는 또한 Vox의 당대회에 참가하여, "자연 가족에 찬성. 성소수자 인권 단체 반대, 성 정체성에 찬성. 젠더 이데올로기 반대. 이슬람주의 폭력 반대, 안전한 국경에 찬성. 대량 이주 반대, 거대 국제 금융 반대, 브뤼셀의 관료 반대"라고 말했다. 2022년 2월, 멜로니는 플로리다에서 열린 연례 보수정치행동회의에서 연설했다. 그녀는 참석한 미국 보수 활동가들과 관리들에게 진보주의에 대항하여 그들의 견해를 옹호해야 한다고 말했다.

### 2022년 이탈리아 총선
2022년 이탈리아 총선을 앞두고, 2022년 이탈리아 정부 위기 이후 소집된 조기 총선에서, 중도우파 연합은 가장 많은 득표를 얻은 당의 대표를 총리 후보로 내세우기로 합의했다. 2022년 7월 기준으로, FdI는 여론 조사에서 연합 내에서 첫 번째 당이었으며, 중도우파 연합이 의회에서 절대 다수를 얻을 경우 그녀는 이탈리아 총리가 될 것으로 널리 예상되었다. 이는 일부 학자들에 따르면 이탈리아 공화국 역사상 가장 우익적인 정부가 될 것이었다.
FdI를 네오파시즘 또는 극우로 묘사하는 사람들의 우려를 달래기 위해 자신을 중도화하려는 시도로, 그녀가 이탈리아를 빅토르 오르반 치하의 헝가리처럼 이끌 수 있다는 유럽 연합 집행위원회 내의 우려를 포함하여, 멜로니는 외국 언론에게 이탈리아 파시즘은 역사라고 말했다. 2020년부터 유럽 보수와 개혁당의 대표로서, 그녀는 영국 보수당, 이스라엘 리쿠드, 미국 공화당의 경험과 가치를 공유한다고 말했다. 비판자들은 그녀의 주장에 회의적이었는데, 그녀의 성소수자 권리에 대한 연설을 인용했다. 그녀는 낮은 세금, 적은 유럽 관료주의, 그리고 해군 봉쇄를 통한 불법체류 중단을 캠페인하며, 국민 이익을 최우선으로 할 것이라고 말했다.

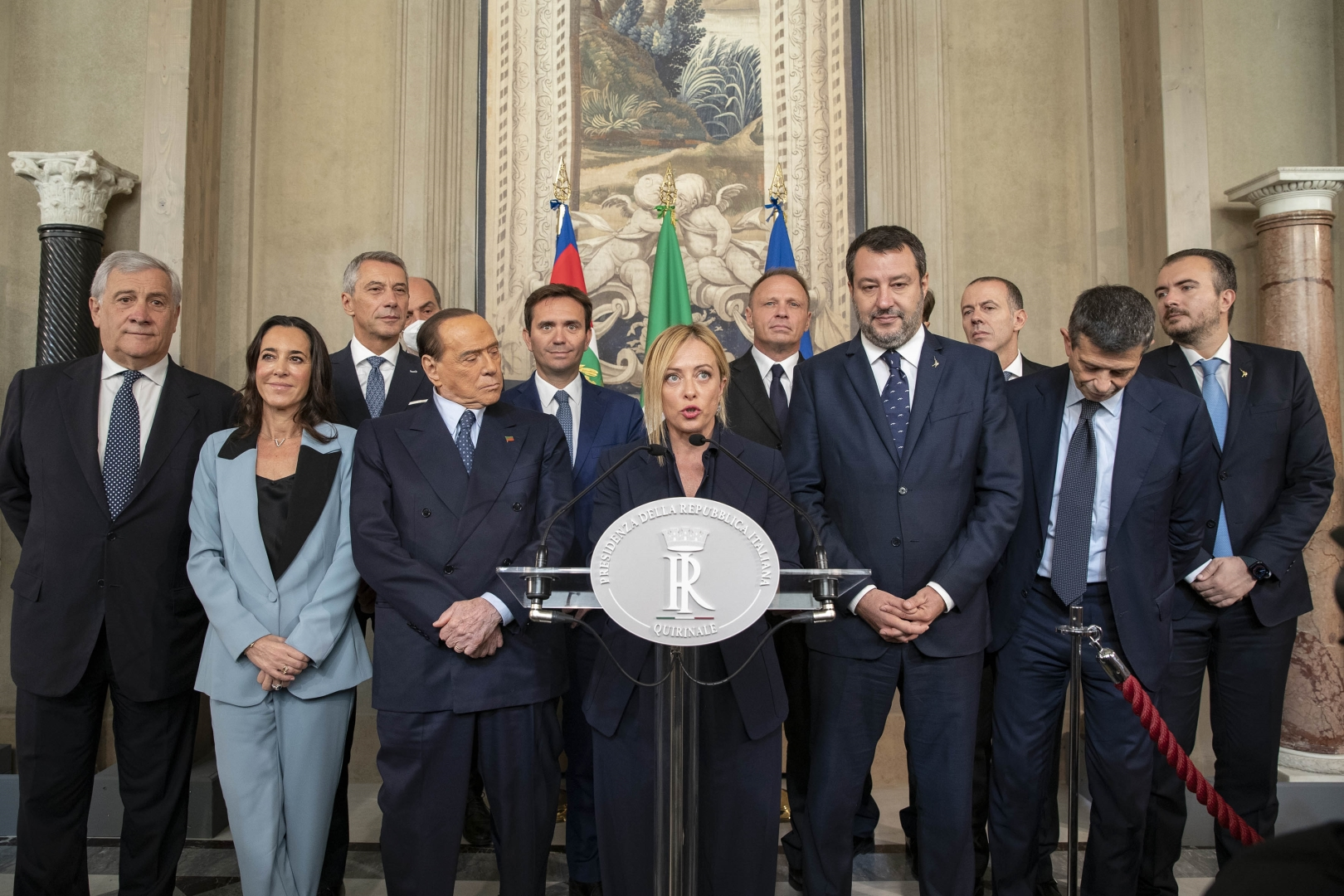
2022년 10월 퀴리날레궁에서 멜로니와 중도우파 연합의 다른 구성원들

역대 최저 투표율을 기록한 선거에서, 출구조사에 따르면 중도우파 연합이 2022년 총선에서 다수의 의석을 차지할 것으로 예상되었다. 멜로니는 FdI가 다수의 의석을 차지하며 선거의 승자가 될 것으로 예상되었고, 중도우파 연합과의 합의에 따라 (연합 내에서 가장 큰 정당이 다음 총리를 지명한다는 합의에 따라) 그녀는 선두 주자였으며, 이탈리아 최초의 여성 총리가 될 것이었다. 민주당(PD), 즉 중도좌파 연합의 수장은 출구 조사 직후 패배를 인정했고, 헝가리의 오르반, 폴란드의 마테우시 모라비에츠키, 영국의 리즈 트러스, 프랑스 국민연합 (프랑스)(RN)의 전 대표인 마린 르펜이 멜로니를 축하했다. 유럽의 급진적 우익 정당과 지도자들, 예를 들어 독일을 위한 대안과 Vox도 멜로니의 결과에 축하를 보냈다. 오랫동안 정치 활동을 중단했던 MSI와 AN의 전 지도자 잔프랑코 피니는 멜로니의 승리에 만족감을 표하며 자신의 당에 투표했다고 밝히고 그녀를 반파시스트라고 묘사했다. 그녀는 이 용어를 정치적이라고 생각하며 거부했음에도 불구하고 말이다.
평론가들은 멜로니가 이끄는 정부가 얼마나 우익적일지, 어떤 명칭과 정치적 스펙트럼에서의 위치가 더 정확하거나 현실적일지에 대해 논쟁했다. 많은 이들은 이를 제2차 세계 대전 이후 이탈리아 최초의 극우 주도 정부로 다양하게 묘사했으며, 멜로니를 베니토 무솔리니 이후 최초의 극우 지도자로 지칭했으며, 일부 학자들은 이를 1945년 이후 가장 우익적인 정부로 묘사하기도 했다. 많은 이들은 베를루스코니와 살비니의 러시아 연관성을 들어 그 방향에 의문을 제기했다. 이는 멜로니의 대서양주의와는 대조적이었다. 스카이 뉴스와 같은 다른 언론은 멜로니와 그녀의 당의 네오파시즘적 뿌리를 인용하면서도 극우라는 명칭에는 동의하지 않으며 "조르자 멜로니는 파시스트가 아니다"라고 말했다. 스티브 세드윅 CNBC는 논의를 요약하며 "우리가 중도우파 연합, 우파 연합, 극우 연합, 또는 파시스트 연합을 가졌는가? 누가 읽느냐에 따라 이 네 가지 모두 인쇄된 것을 보았다"고 말했다.

## 이탈리아의 총리

### 정부 구성

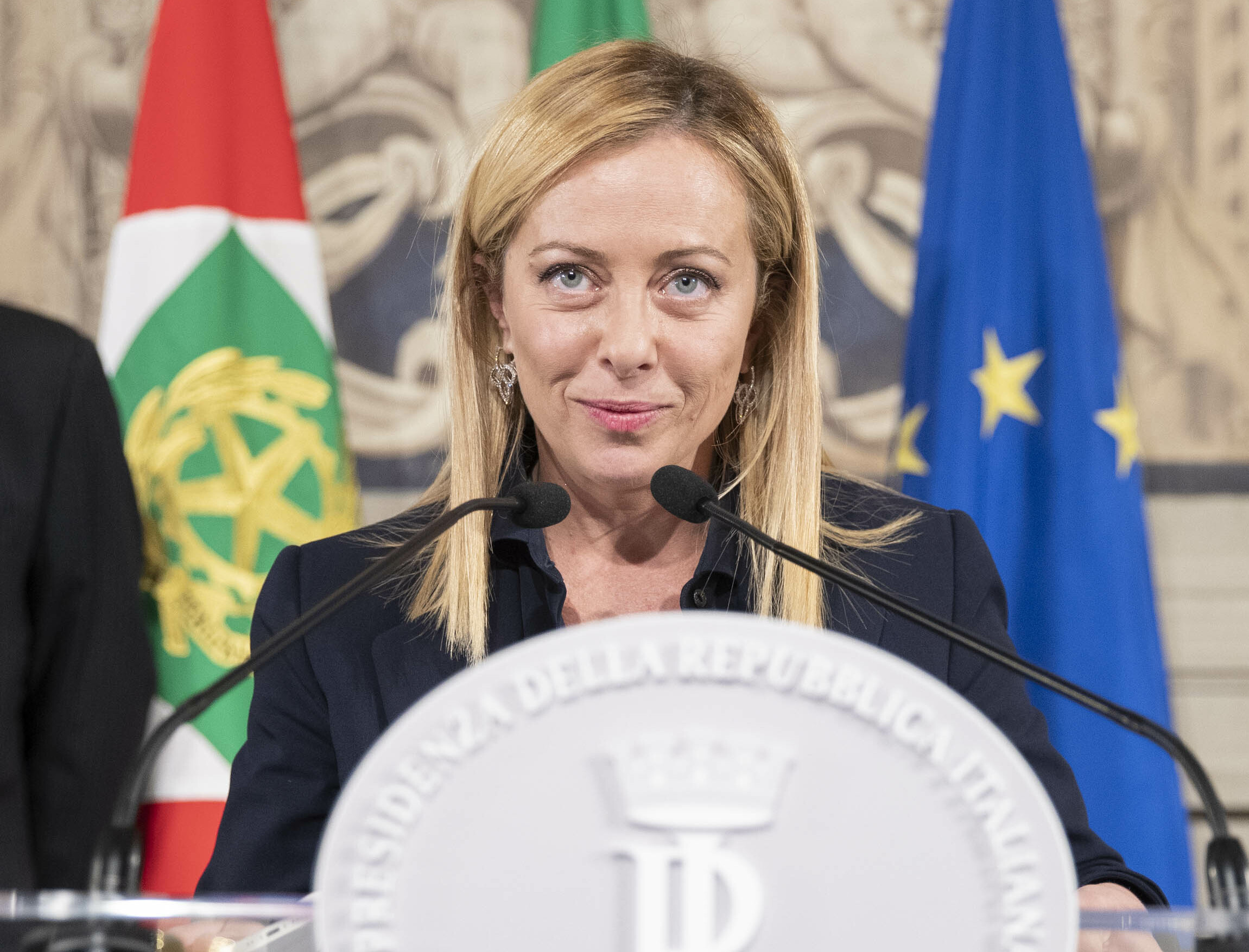
새 정부 구성을 수락하는 멜로니

새 입법부의 첫 회의 직후, 중도우파 연합 내부에서 긴장이 고조되기 시작했다. 10월 13일, 베를루스코니는 상원의장 후보로 FdI의 이냐치오 라루사를 지지하기를 거부했다. 라루사는 중도우파 연합에 반대하는 야당의 지지 덕분에 첫 라운드에서 206표 중 116표를 얻어 당선되었다. 긴장은 더욱 고조되었는데, 특히 베를루스코니는 상원에서 작성한 일련의 메모에서 멜로니를 "강압적이고, 오만하고, ... 모욕적"이라고 묘사했다. 다음 날, 당 대표들 간의 회의 후에 긴장이 완화되었고, 중도우파 연합 정당들은 새 내각 구성에 합의했다.
10월 20일, 세르조 마타렐라 대통령과 정당들 간의 협의가 공식적으로 시작되었다. 다음 날, FdI, 레가, FI, 그리고 이탈리아 민간인–우리 온건파–해외 이탈리아인 협회 운동의 대표들은 마타렐라에게 멜로니를 총리로 하는 연립정부를 구성하는 데 합의했다고 발표했다. 오후에 마타렐라는 멜로니를 퀴리날레궁으로 불러 새 정부를 구성해 달라고 요청했다. 그녀는 임무를 수락했고 같은 날 그녀의 내각 구성을 발표했으며, 10월 22일에 공식적으로 취임했다. 그녀는 이탈리아의 총리 직책을 맡은 최초의 여성이다.
10월 25일, 멜로니는 대의회 앞에서 총리로서 첫 공식 연설을 했으며, 그 후 내각에 대한 신임 투표가 있었다. 연설에서 그녀는 이탈리아 정부 수반이 된 첫 여성이라는 점의 무게를 강조했다. 그녀는 티나 안셀미, 사만타 크리스토포레티, 그라치아 델레다, 오리아나 팔라치, 닐데 이오티, 리타 레비몬탈치니, 그리고 마리아 몬테소리와 같은 여러 이탈리아 여성들에게 감사를 표하며, 그녀들은 "자신들의 모범으로, 오늘날 내가 오르고 우리 머리 위에 놓인 무거운 유리 천장을 깨뜨릴 수 있게 해주는 사다리를 만들었다"고 말했다. 정부는 양원 모두에서 편안한 다수로 신임 투표에서 승리했다.

### 국내 정책

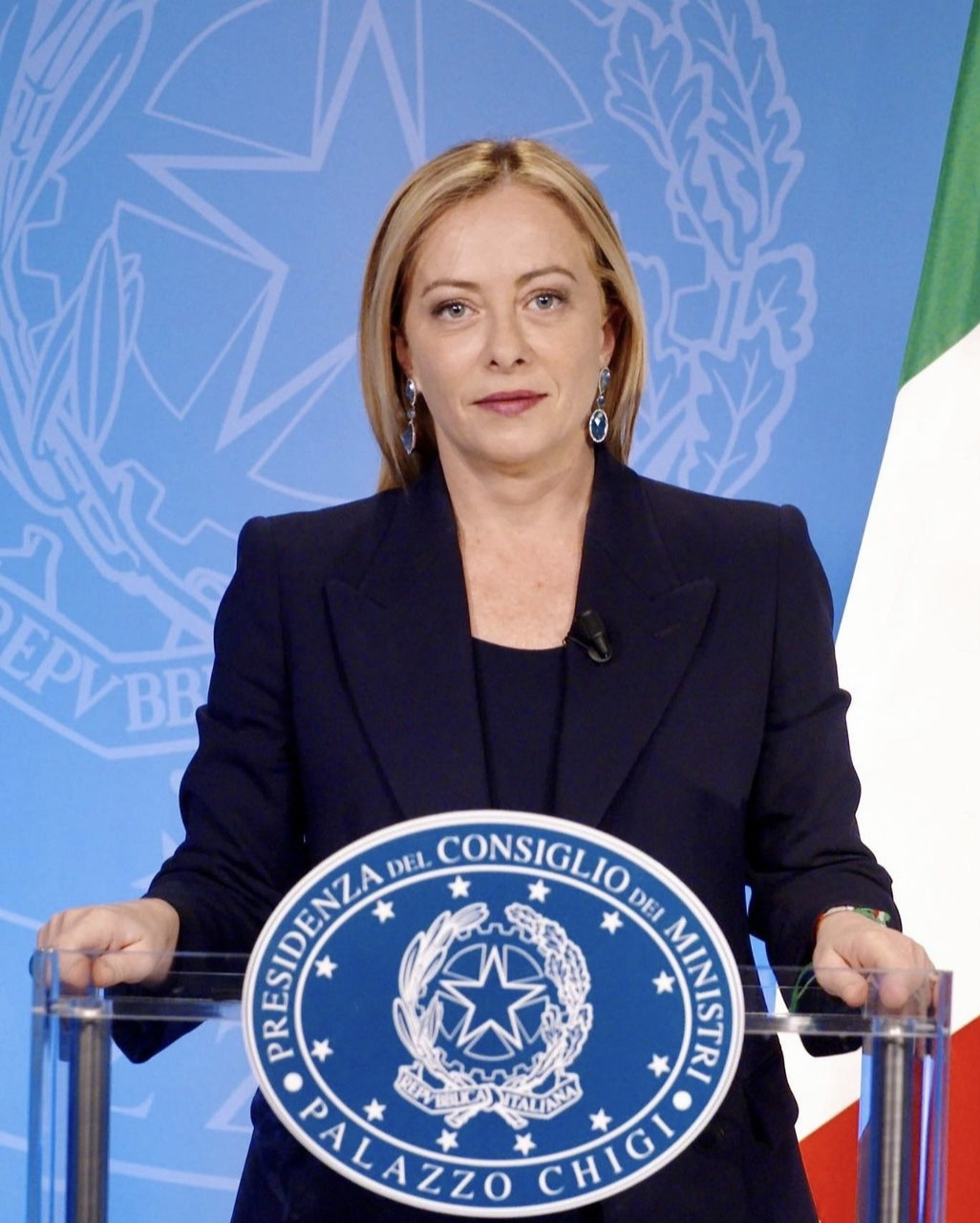
2022년 기자 회견 중 멜로니

정부가 시행한 첫 조치 중 하나는 코로나19에 관한 것으로, 이탈리아에서 그린 패스로 알려진 코로나19 백신 접종 증명서의 완전한 폐지를 포함했다. 또한, 백신을 접종하지 않은 의사들이 다시 업무에 복귀했다. 이 시점까지 정부의 인력 백신 접종 의무화는 1년 넘게 시행되어 왔으므로, 이 칙령은 대체로 상징적인 의미였다. 10월 31일, 정부는 불법 집회 및 시위에 대해 최대 6년의 징역형을 규정하는 법령을 승인했다. 공식적으로는 불법 레이브 파티에 대한 법령으로 제시되었지만, 이 법은 공공 당국이 위험하다고 판단하는 모든 불법 집회에 적용될 수 있어 비판을 받았다. 법학자 비탈바 아졸리니(Vitalba Azzolini)도 비판했다. 이 법령은 또한 야당과 시민권 단체로부터 많은 항의를 불러일으켰고, FI로부터도 반발을 샀다. 국제앰네스티에 따르면, 이 법령은 "평화로운 시위의 권리를 훼손할 위험이 있었다". 멜로니 정부는 비난을 거부하고 의회에서 텍스트에 대한 사소한 변경 사항을 수용할 것이라고 발표했다. 취임 후 몇 주 동안 멜로니는 불법체류 퇴치와 관련하여 이전 정부보다 더 엄격한 정책을 시행했다.
경제적 관점에서 멜로니와 그녀의 정부는 전임자 마리오 드라기의 정책을 이어받아 에너지 가격 인상을 막기 위해 가격을 낮추고, 가계와 기업에 보조금을 지급하며, 이탈리아 해역에서 새로운 시추 결정을 내려 국내 가스 생산량을 늘리기로 결정했다. 정부는 또한 현금 한도를 2,000유로에서 5,000유로로 늘리기로 결정했다.

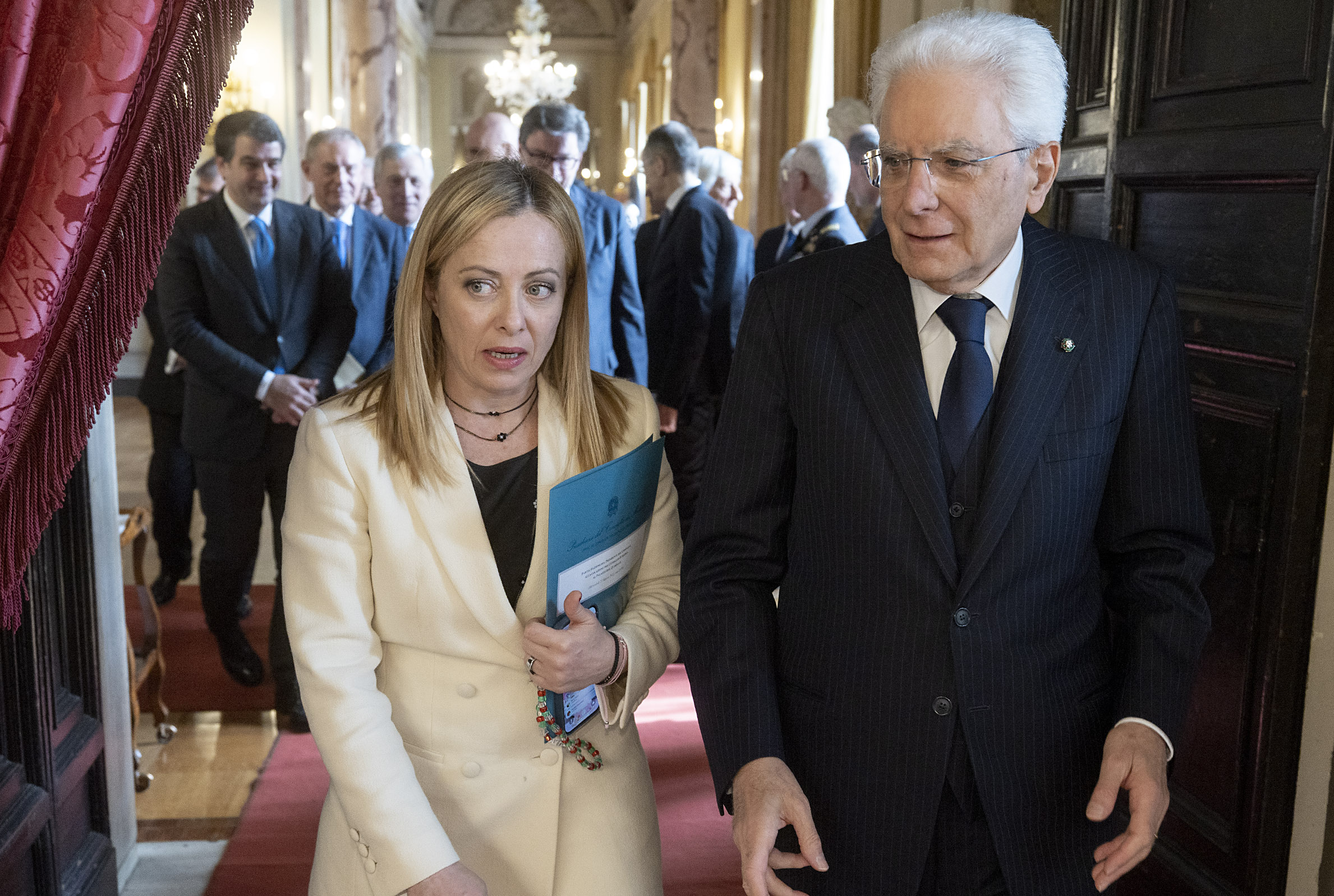
2023년 3월 세르조 마타렐라 대통령과 함께 있는 멜로니

2023년 2월 26일, 이주민을 태운 보트가 칼라브리아주 크로토네 근처 스테카토 디 쿠트로 해안에 상륙하려다 악천후 속에서 침몰했다. 이 보트에는 143명에서 200명 사이의 이주민이 타고 있었는데, 최소 86명이 사망했으며, 이 중 12명은 어린이였다. 이는 최근 몇 년간 가장 치명적인 해상 재난 중 하나가 되었다. 멜로니는 "인신매매범들에게 찢겨 나간 수많은 인명에 대한 깊은 슬픔"을 표명하고, "안전한 항해에 대한 잘못된 전망으로 그들이 지불한 티켓 '가격'으로 이주민의 생명을 '거래'하는 것"을 비난했다. 2023년 3월 1일, 민주당의 새 대표 엘리 슐레인과 모어 유럽, 녹색좌파동맹은 마테오 피안테도시 내무장관의 사임을 요구했다.

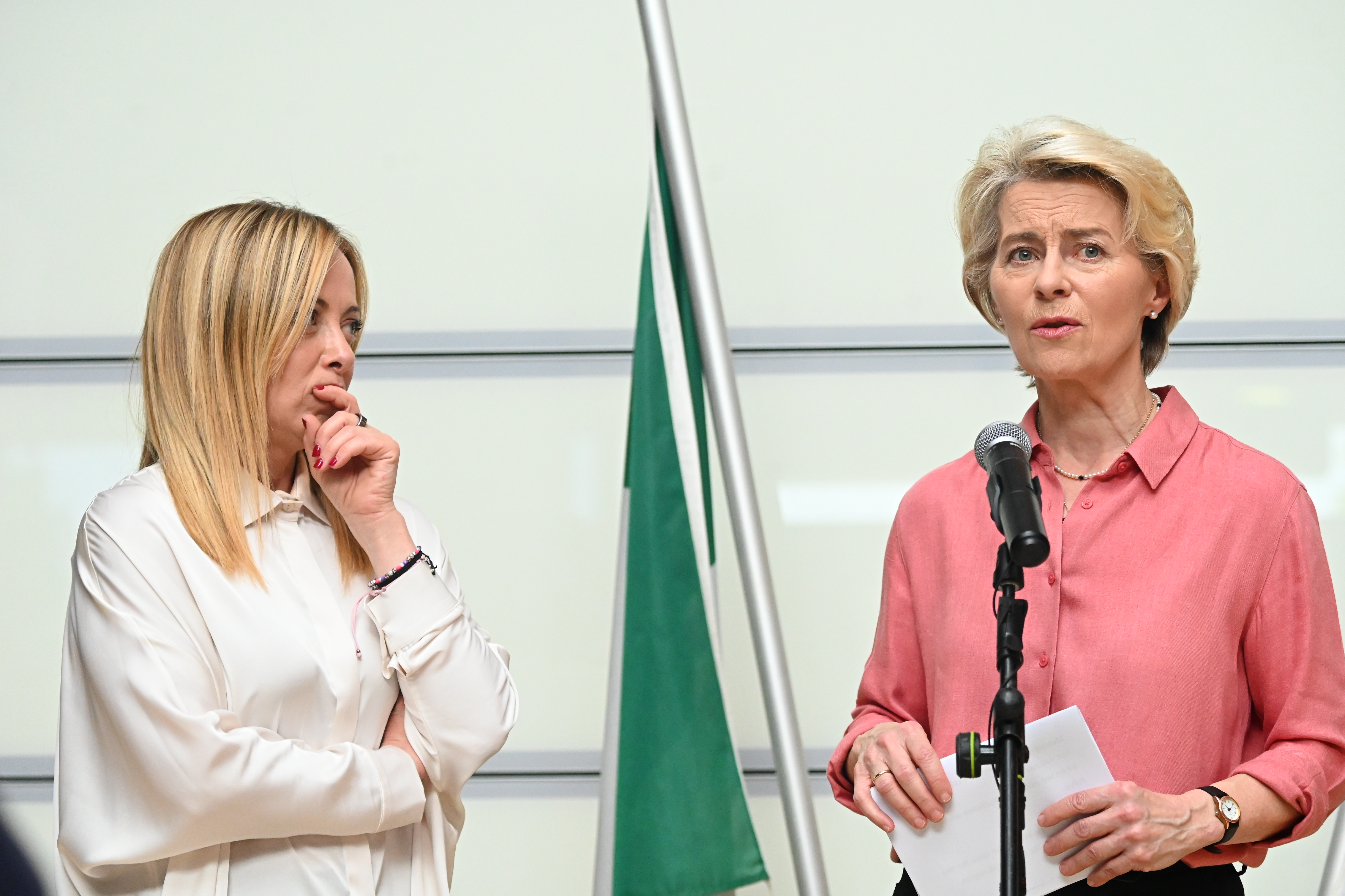
에밀리아로마냐의 홍수 지역을 방문한 멜로니와 우르줄라 폰데어라이엔 유럽 연합 집행위원장

2023년 5월, 정부는 에밀리아로마냐 지역에 영향을 미친 심각한 홍수에 직면해야 했고, 이로 인해 17명이 사망하고 50,000명이 이재민이 되었다. 홍수로 인한 잠정적 피해액은 100억 유로(미국 달러 110억)를 초과한다. 5월 23일, 이탈리아 각료회의는 긴급 상황에 대응하기 위한 첫 법령 승인을 공식적으로 발표했다. 이는 공공 및 민간 기업, 학교, 대학, 박물관, 농업 노동자 등을 대상으로 한 약 20억 유로 규모의 복구 패키지였다. 5월 25일, 멜로니와 우르줄라 폰데어라이엔 유럽 연합 집행위원장은 보나치니와 함께 침수 지역을 방문했다. 멜로니는 로마뇰 사람들의 강한 정신을 강조하며 다음과 같이 말했다: "보통 모든 것을 잃으면 지배적인 감정은 분노, 비난, 또는 체념입니다. 에밀리아로마냐에서는 자부심이 가득한 눈으로 진흙을 퍼내는 사람들을 보았습니다. 그들은 '좋아, 문제가 있지만 해결할 거야, 다시 지을 거야'라고 말했습니다." 정부 내부와 여당 및 야당 간의 몇 주간의 긴장 끝에, 2023년 6월 27일 멜로니 내각은 공식적으로 육군 장군 프란체스코 파올로 피글리우올로를 재건을 위한 특별위원으로 임명했다.
2024년 8월 12일, 멜로니는 이탈리아 정부의 사회 정책이 비시민권 이민자보다 이탈리아인을 우선시한다는 유럽 연합 집행위원회에 의해 시작된 소송을 "초현실적"이라고 규정했다.

### 헌법 개혁
2022년 12월 말, 멜로니는 엘리자베타 카셀라티 헌법 개혁부 장관이 야당과 만나 총리의 권한을 강화하기 위한 헌법 개혁 로드맵을 공식적으로 시작할 것이라고 발표했다. 비록 연립 정부의 선거 공약에는 대통령 직접 선거만이 포함되어 있었지만 말이다.
2023년 11월 3일, 멜로니는 국민 투표를 통한 총리 직접 선거, 소위 '프레미어라토', 그리고 총선에서 1위를 차지한 연합에 양원 의석의 55%를 부여하는 새로운 선거법을 공식적으로 제시했다. 멜로니 정부가 통과시킨 새로운 이탈리아 법에 따라, 출생 증명서에는 아이의 친부모만 기재될 수 있다.

### 외교 정책

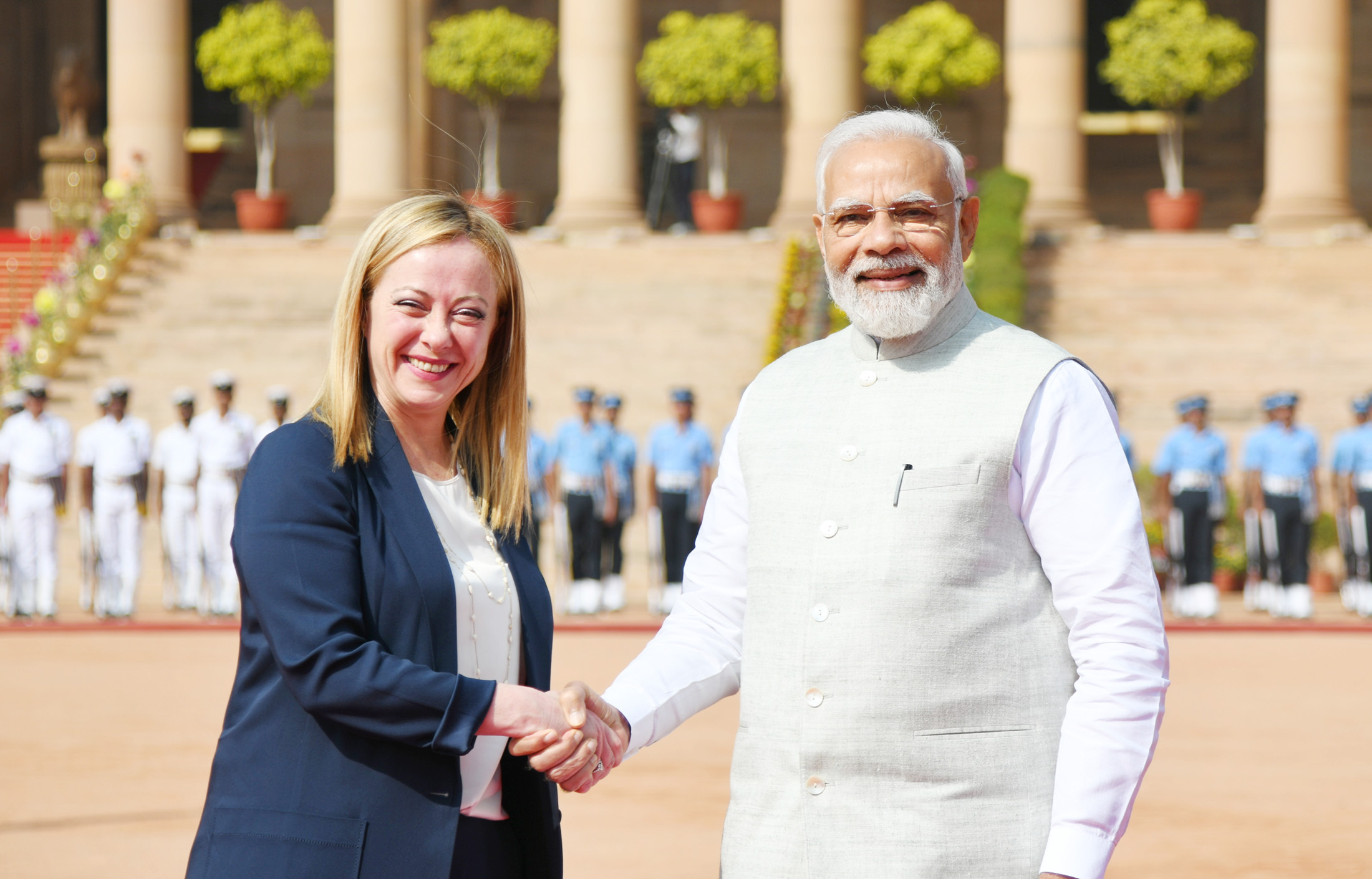
2023년 3월 나렌드라 모디 인도 총리와 함께 있는 멜로니

멜로니가 만난 첫 외국 정상은 프랑스 대통령 에마뉘엘 마크롱이었다. 그는 2023년 10월 23일 로마에서 세르조 마타렐라 대통령과 교황 프란치스코를 만나기 위해 방문했으며, 멜로니와는 주로 에너지 위기와 러시아의 우크라이나 침공에 초점을 맞춘 양자 회담을 가졌다. 2023년 11월 3일, 멜로니는 브뤼셀에서 EU 지도자들, 예를 들어 우르줄라 폰데어라이엔, 샤를 미셸, 파올로 젠틸로니, 로베르타 메촐라 및 기타 정치인들을 만났다.
2023년 11월 7일, 멜로니는 이집트 샤름 엘 셰이크에서 열린 유엔 COP27에 첫 국제 정상회담으로 참가했다. 연설에서 멜로니는 "이탈리아는 파리 협정 (2015년)에 따라 탈탄소화에 대한 약속을 강력히 유지한다. 아프리카 국가들과 긴밀한 협력을 통해 에너지 공급원을 다변화해야 한다"고 말했다. 회의 기간 동안 총리는 이집트 대통령 압둘팟타흐 시시와도 양자 회담을 가졌다. 다음 주에 멜로니는 인도네시아 발리주에서 열린 G20 정상회담에 참가했으며, 2023년 11월 15일 조 바이든 미국 대통령과 첫 양자 회담을 가졌다.

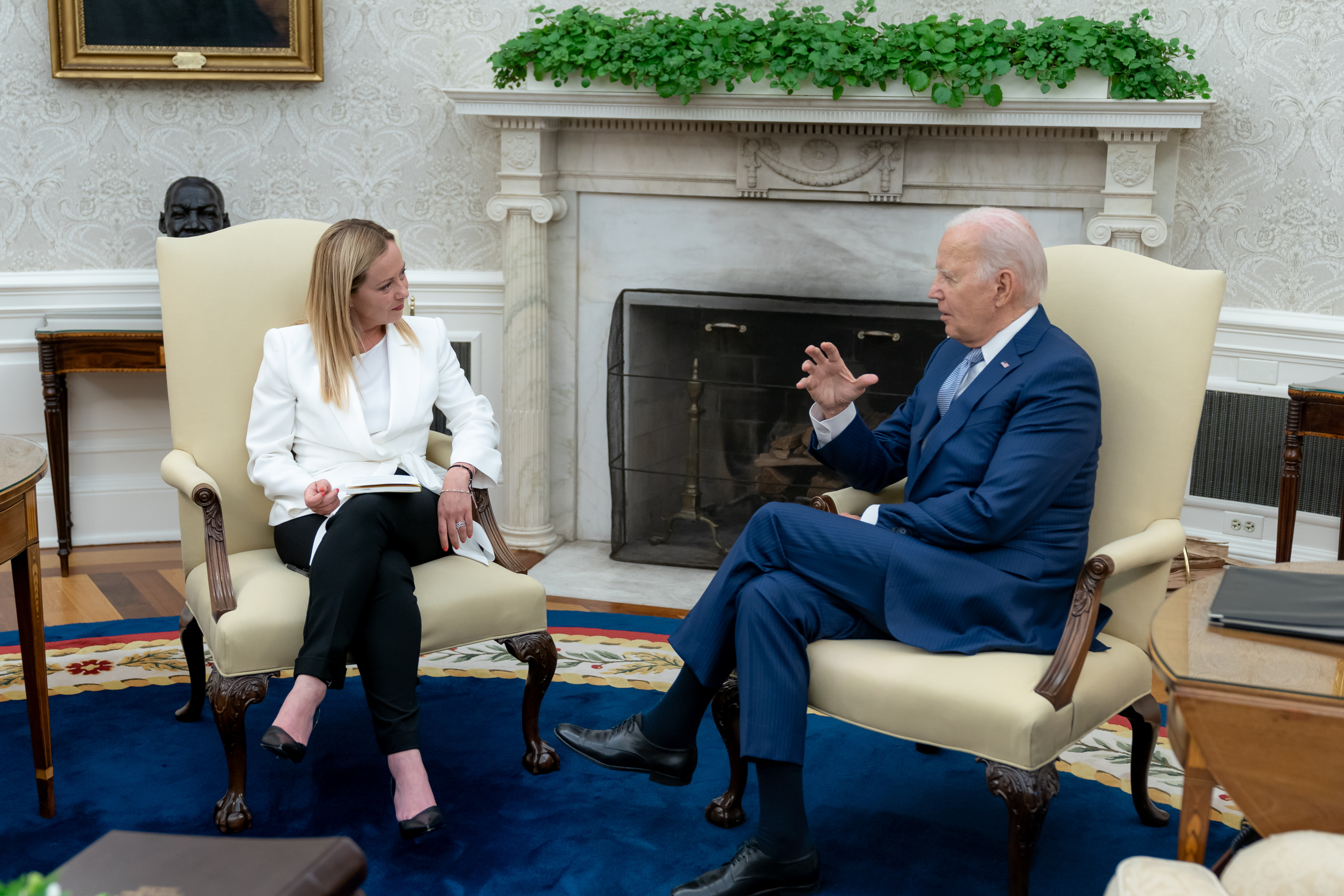
2023년 7월 백악관에서 조 바이든 미국 대통령과 함께 있는 멜로니

2023년 1월, 멜로니는 알제리를 방문하여 압델마지드 테분 대통령을 만났고, 이탈리아로의 가스 공급에 관한 협정을 체결했다. 이 협정 덕분에 알제리는 이탈리아의 최대 가스 공급국이 될 것이다.
2023년 2월 22일, 멜로니는 우크라이나를 방문하여 볼로디미르 젤렌스키 대통령을 만나 진행 중인 러시아 침공에 대해 논의했다. 멜로니는 또한 2022년 3월 러시아군이 400명 이상의 우크라이나인을 살해한 키이우 외곽의 부차를 방문했다. 멜로니는 우크라이나가 이탈리아를 믿을 수 있다고 강조하며 "우리는 처음부터 끝까지 우크라이나와 함께할 것"이라고 덧붙였다. 그녀는 폴란드 총리 마테우시 모라비에츠키의 동맹이었으며, 우크라이나에 대한 폴란드의 지지와 많은 수의 우크라이나 난민을 수용하는 폴란드를 칭찬했다. 2023년 3월 2일, 멜로니는 인도를 방문하여 나렌드라 모디 총리와 드라우파디 무르무 대통령을 만났다. 기자 회견에서 멜로니는 모디와 그의 정책을 칭찬하며 그를 "세계에서 가장 사랑받는 지도자"라고 묘사했다. 2023년 3월, 그녀는 이스라엘 총리 베냐민 네타냐후를 로마에서 맞이했다.

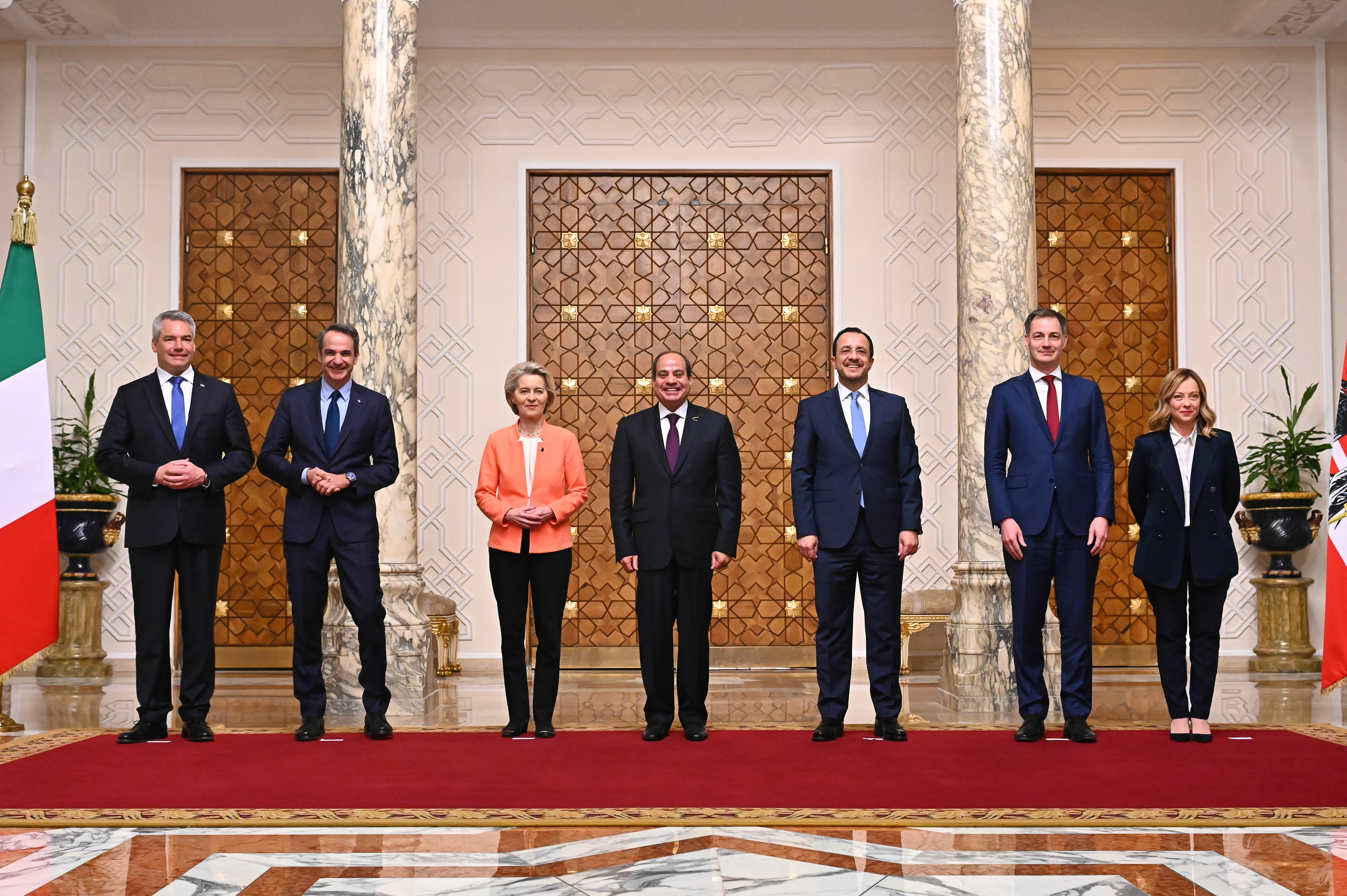
2024년 3월 17일 카이로에서 압둘팟타흐 시시 이집트 대통령과 우르줄라 폰데어라이엔 유럽 연합 집행위원장과 함께 있는 멜로니

2023년 4월, 멜로니는 에티오피아를 공식 방문하여 아비 아머드 총리와 하산 셰흐 마하무드 소말리아 대통령을 만났다. 아디스아바바에서 멜로니는 아프리카 대륙 투자에 관한 이탈리아 정부의 소위 "마테이 계획"을 발표했다. 멜로니는 티그레이 전쟁 종전 이후 에티오피아를 방문한 최초의 서방 지도자였다. 방문 중 그녀는 아프리카 연합 집행위원회 의장 무사 파키와도 양자 회담을 가졌다. 2023년 5월, 멜로니는 일본 히로시마시에서 열린 제49회 G7 정상회의에 참석했다. 7월 16일, 멜로니 총리는 우르줄라 폰데어라이엔 유럽연합 집행위원장과 마르크 뤼터 네덜란드 총리와 함께 튀니스로 이동하여 카이스 사이에드 대통령과 유럽과 튀니지 간의 경제 협력 강화, IMF 대출금 지급을 위한 유럽 외교 지원, 그리고 특히 불법 이민 흐름과의 싸움에 관한 협정을 체결했다. 그녀는 일대일로 사업에서 탈퇴하는 것을 고려했다.

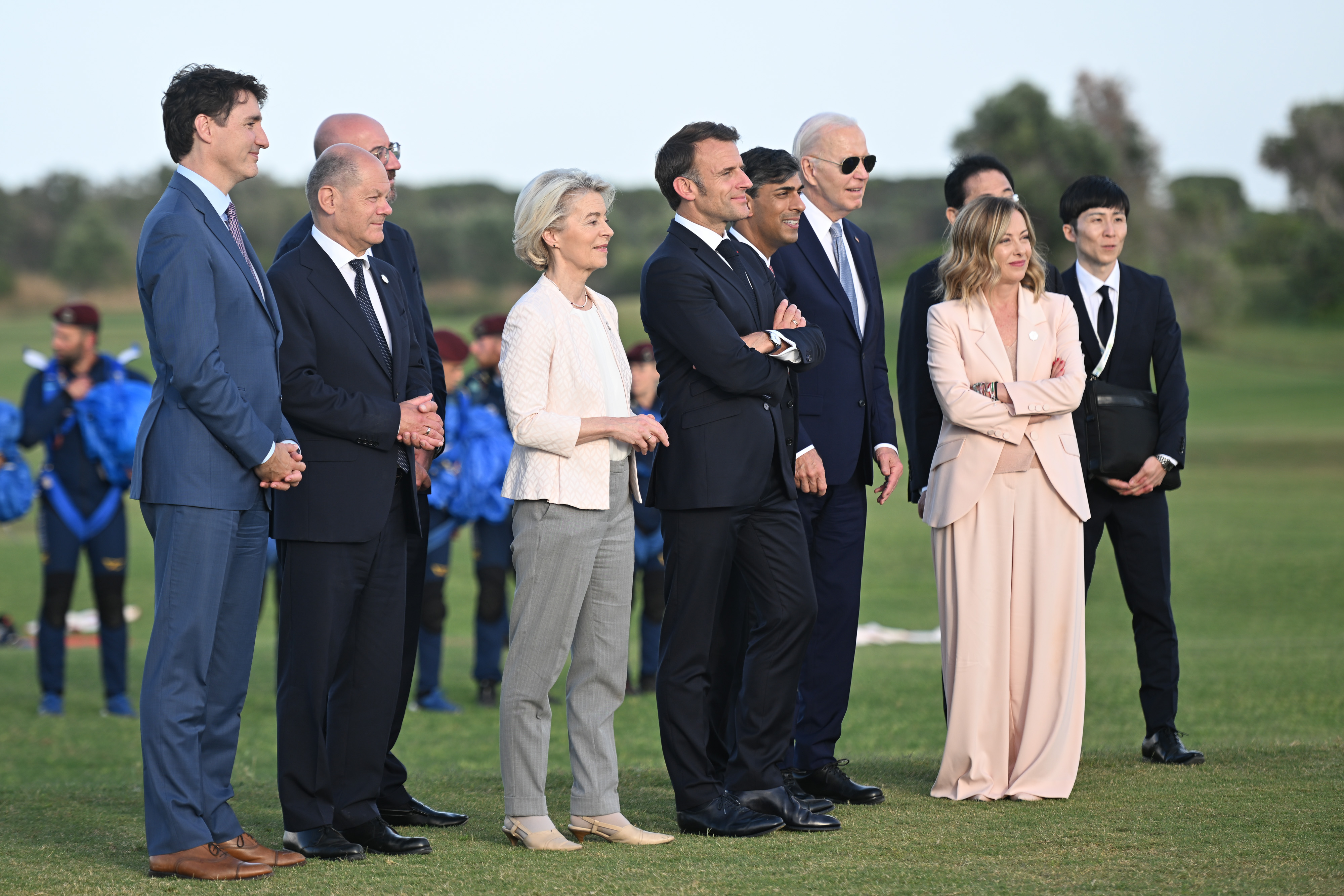
이탈리아에서 열린 제50회 정상회담 중 멜로니와 다른 G7 지도자들

2023년 7월, 그녀는 미국을 공식 방문했다. 7월 27일, 멜로니는 미국 국회의사당을 방문하여 케빈 매카시 하원의장과 척 슈머 상원 다수당 원내대표, 미치 매코넬 상원 소수당 원내대표를 만났다. 이후 그녀는 백악관에서 조 바이든 미국 대통령을 만나 우크라이나, 중국, 아프리카 등 여러 문제에 대해 논의했다. 또한 양국 간 경제 교류 강화, 유럽과 미국 간 무역 관계, 안보 정책, 그리고 다가오는 이탈리아 G7 의장국 수임에 대해서도 이야기했다. 이스라엘-하마스 전쟁 동안 멜로니는 "국제법에 따라 자신을 방어하고 평화롭게 살 권리가 있는 이스라엘의 완전한 권리"를 지지한다고 밝혔다. 2024년 10월, 그녀는 유니필 기지에 대한 이스라엘의 레바논 공격을 비난했다.

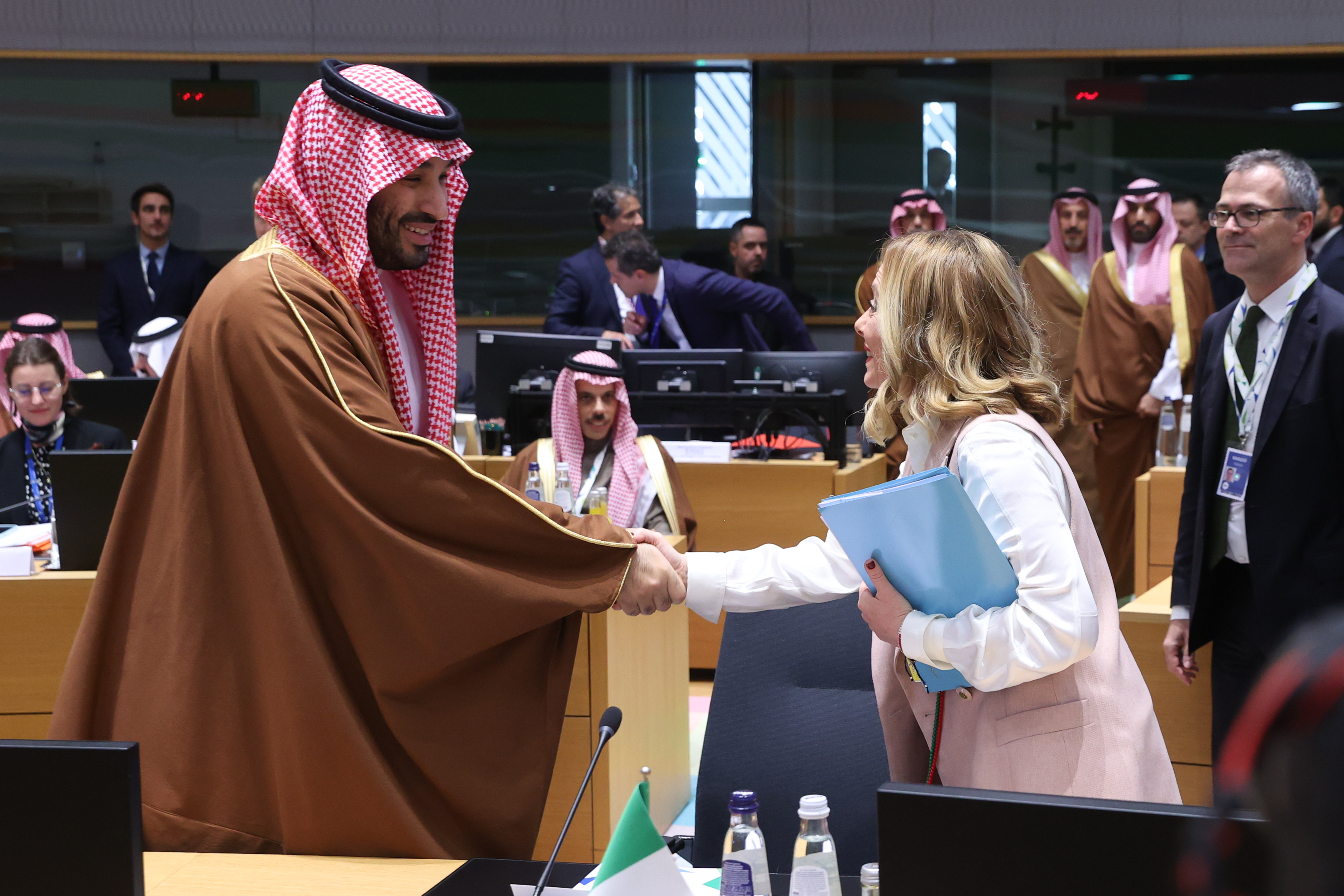
2024년 10월 16일 브뤼셀에서 열린 EU-걸프 협력 회의 정상회담에서 멜로니와 무함마드 빈 살만 알사우드 사우디 왕세자

2024년 4월 28일, 멜로니는 6월에 열릴 유럽 의회 선거에 출마할 것이라고 발표했다. 선거에서 그녀의 당은 28.8%의 득표율로 국내에서 가장 많은 표를 얻었으며, 멜로니는 선거에서 가장 많은 표를 얻은 후보가 되었다.
6월 13일부터 15일까지 멜로니는 풀리아주 보르고 에그나치아에서 제50회 G7 정상회의를 주최했다. 논의된 주제에는 우크라이나와 중동의 현재 전쟁, 기후변화, 중국, 이주, 그리고 경제가 포함되었다. 프란치스코 교황은 G7 정상회담에서 연설한 최초의 교황이 되었다.
2024년 10월 18일, 멜로니는 레바논을 방문하여 현재 분쟁에서 레바논과 유니필에 대한 이탈리아의 연대를 확언했다. 레바논 총리 대행 나지브 미카티와의 공동 기자회견에서 그녀는 "결론적으로 총리님, 이 친구 국가에 평화와 번영을 되찾기 위해 이탈리아를 항상 믿을 수 있다는 것을 알고 계십니다. 우리는 할 수 있는 모든 것을 할 것입니다."라고 마무리했다. (원문, 영어로 연설)

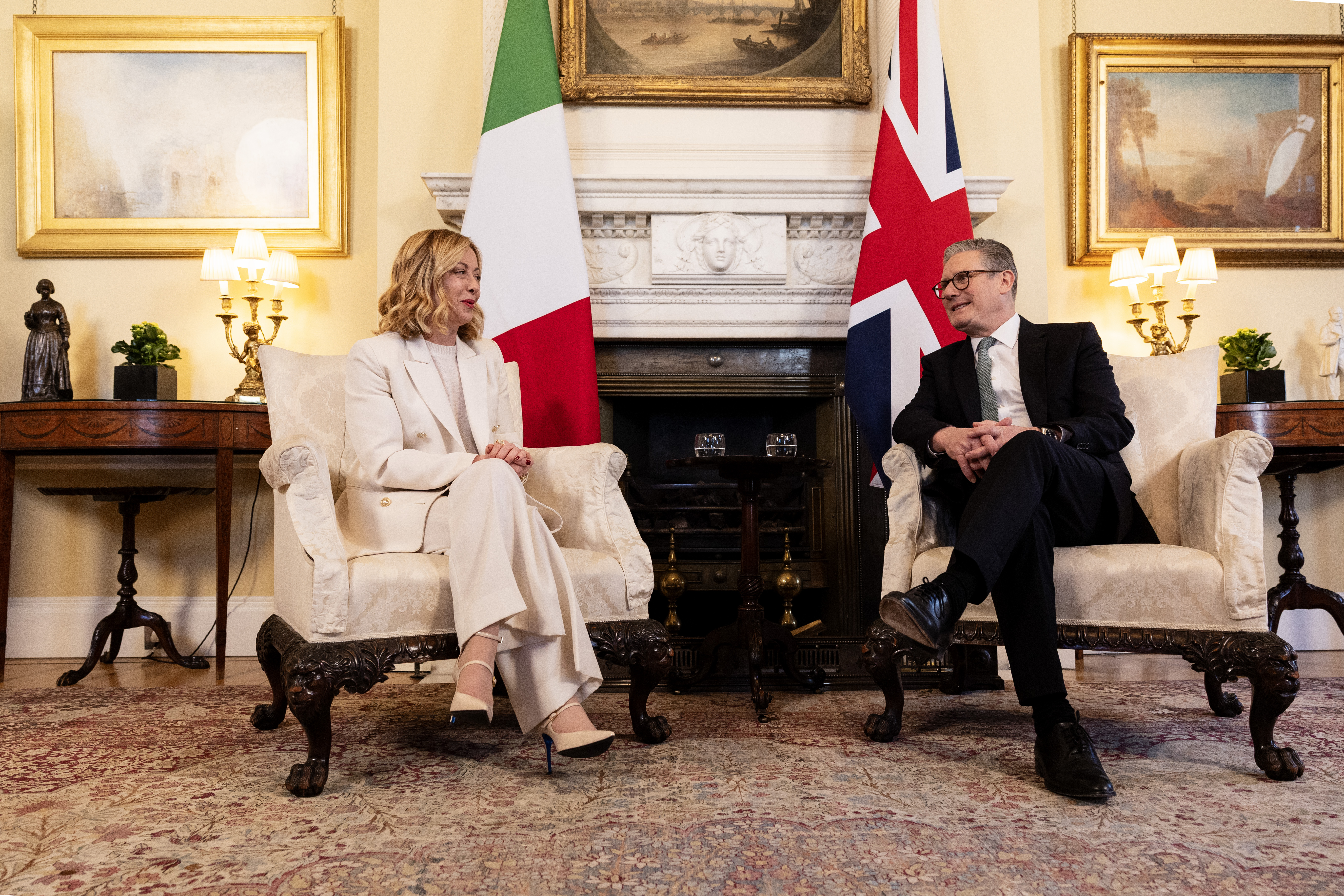
2025년 키어 스타머 영국 총리와 함께 있는 멜로니

2024년 12월 19일, 이탈리아 언론인 체칠리아 살라가 테헤란에서 체포되어 에빈 교도소 독방에 수감되었다. 이 사실은 12월 27일에야 알려졌다. 12월 30일, 이란 문화부는 마침내 그녀가 "이슬람 공화국 법률 위반"으로 체포되었다고 확인했다. 그녀의 체포는 이탈리아가 이란인 엔지니어 모함마드 아베디니 나자파바디(Mohammad Abedini Najafabadi)를 밀라노 말펜사 공항에서 체포한 지 3일 후에 이루어졌는데, 미국은 그와 국내에서 체포된 공범이 금수 조치를 회피하고 미국에서 이란으로 정교한 전자 부품을 공급하기 위해 공모했다고 비난했다. 2025년 1월 3일, 이란은 재소자 교환을 요청했다고 보도되었다. 2025년 1월 8일, 멜로니는 살라가 이란 당국에 의해 풀려나 출국했다고 발표했으며, 수요일 오후 로마 참피노 공항에 도착하여 멜로니의 영접을 받았다. 1월 12일, 아베디니는 이란으로 돌아왔다.
2025년 1월 19일, 리비아 장군 오사마 엘마스리 니짐(Osama Elmasry Njeem), 더 잘 알려진 알마스리가 토리노 근처 유벤투스 스타디움에서 유벤투스–밀란 경기 후 체포되어 발레테 교도소로 이송되었다. 알마스리는 국제형사재판소에 의해 전쟁 범죄로 기소되었다. 이후 로마 항소법원은 법무부의 승인 부족으로 체포 절차가 불규칙했기 때문에 1월 21일 그의 석방을 명령했다. 석방 후, 리비아 군 장교는 이탈리아 정보기관의 팔콘 900 항공기를 타고 리비아로 추방되어 송환되었다. 1월 27일, 루이지 리 고티(Luigi Li Gotti) 변호사가 로마 검찰청에 제출한 보고서에 따라, 총리 멜로니, 내무장관 마테오 피안테도시, 법무장관 카를로 노르디오, 국무총리실 차관 알프레도 만토바노가 방조 및 횡령 혐의로 조사되어야 하는지 평가하기 위해 장관 재판소가 소집되었다. 소셜 미디어에 게시된 비디오에서 멜로니는 다음과 같이 말했다: "흥미롭게도 [ICC]는 이 사람이 이탈리아 영토에 들어오려 할 때 그렇게 했다. 그는 12일 동안 다른 세 유럽 국가에서 평화롭게 머물렀다." 작가이자 언론인 로베르토 사비아노에 따르면, 이 송환 사건은 이민과 리비아 마피아의 불법 이민 통제에 초점을 맞춘 일부 이탈리아 언론 매체의 개입 없이는 완전히 묻혔을 것이며, 이들이 처음으로 뉴스를 보도했다.

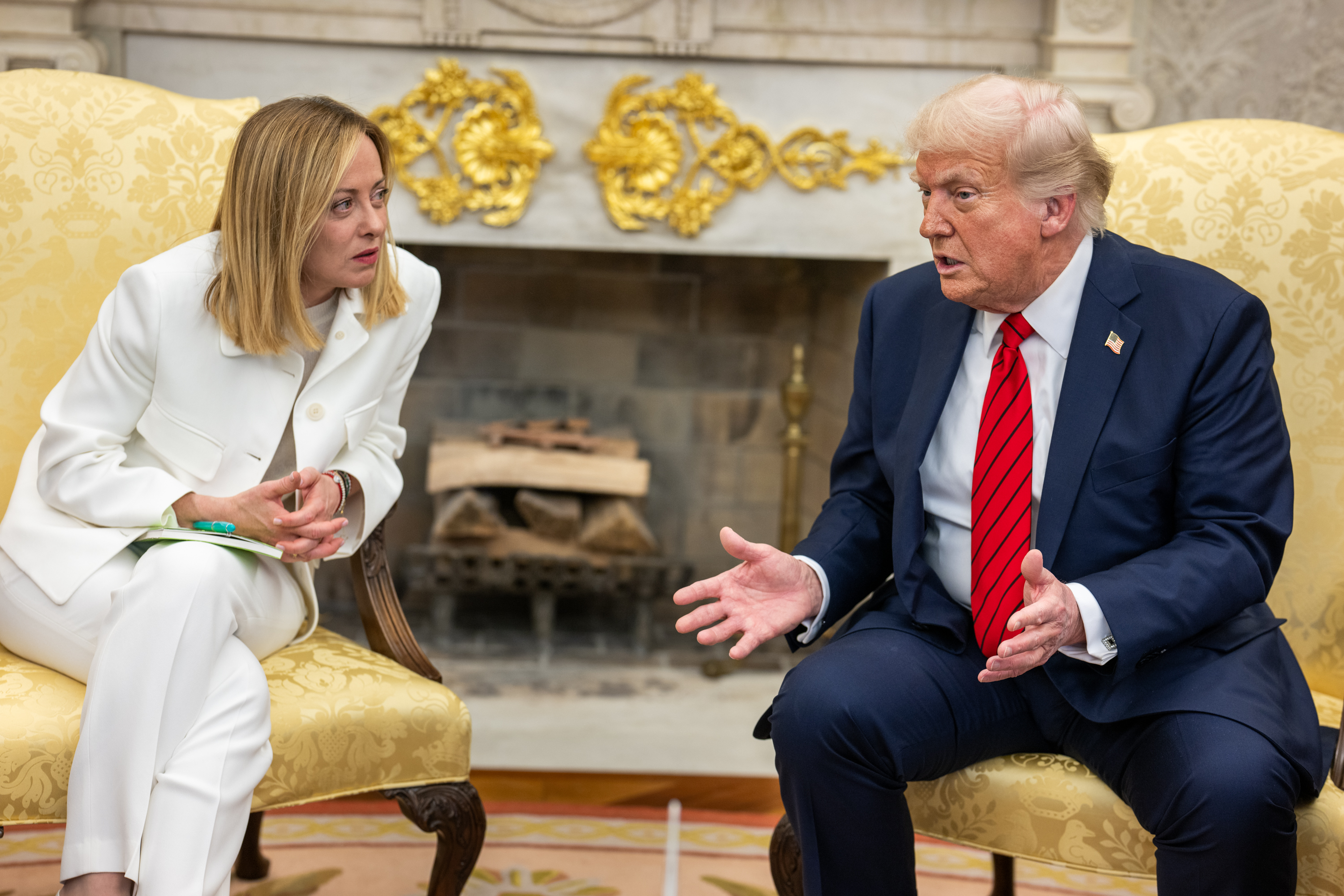
2025년 4월 백악관에서 도널드 트럼프 미국 대통령과 함께 있는 멜로니

4월 17일, 우르줄라 폰데어라이엔과 회의 전략에 대해 논의한 후, 그녀는 워싱턴 D.C.를 방문하여 도널드 트럼프 미국 대통령(최근 거의 모든 외국 수입품에 상당한 관세를 부과한)을 만났다. 이 방문은 EU와 미국 간 무역 협상의 첫 단계였다. 멜로니는 트럼프로부터 따뜻한 환영을 받았으며, 트럼프는 그녀의 보수주의 입장을 칭찬하고 이탈리아 국빈 방문 초청을 수락했다.

## 정치적 입장
일부 평론가들은 멜로니의 정치적 입장을 극우로 묘사했으며, 라켈레 무솔리니와의 선거 운동 모습을 강조했다. 2018년 8월, 프리델 타우베(Friedel Taube)는 도이체 벨레에서 "조르자 멜로니는 극우 정치에서 오랜 역사를 가지고 있다"고 썼다. 2022년 7월, 니컬러스 패럴(Nicholas Farrell)과의 스펙테이터 인터뷰에서 멜로니는 자신의 정치를 극우로 묘사하는 것을 반박하며, 이를 반대자들의 명예훼손 캠페인이라고 비난하고 영국의 보수주의 철학자 로저 스크러턴을 자신의 영향력 중 하나로 언급했다. 그녀는 자신을 주류 보수주의자라고 묘사했다. 또한 멜로니는 강경 우파, 우익 포퓰리즘, 그리고 민족주의자로 묘사되었다.
멜로니는 빅토르 오르반 헝가리 총리이자 피데스 당 대표와 가깝다고 묘사되었으며, 전 영국 총리이자 보수당 대표인 리시 수낵과도 가깝다고 한다. 또한 그녀는 스페인의 Vox 정당,<ref>{{뉴스 인용|url=https://www.secoloditalia.it/2021/05/ue-meloni-incontra-a-madrid-santiago-abascal-totale-sintonia-tra-fdi-e-vox-per-rafforzare-ecr%7Ctitle=Ue, Meloni incontra a Madrid Santiago Abascal. 'Totale sintonia tra FdI e Vox per rafforzare Ecr'|language=it|trans-title=EU, 멜로니가 마드리드에서 산티아고 아바스칼을 만난다. 'FdI와 Vox 간의 Ecr 강화를 위한 완전한 조화'|work=세콜로 디 이탈리아|access-date=29 September 2022|archive-date=9 September 2022|archive-
1. 1 2 3  Pietromarchi, Virginia (2022년 9월 19일). “Who is Italy's leadership hopeful Giorgia Meloni?”. 《Al Jazeera》. 2022년 9월 20일에 원본 문서에서 보존된 문서. 2022년 9월 21일에 확인함.
2. 1 2  “Biografia del ministro Giorgia Meloni” [조르자 멜로니 장관 약력] (이탈리아어). 키지궁. November 2011. 2021년 3월 31일에 원본 문서에서 보존된 문서. 2022년 8월 14일에 확인함.
3. ↑  “Giorgia Meloni, il teatro nel sangue. Ecco chi erano i nonni della premier”. 《라 레푸블리카》. 2022년 12월 2일. 2023년 5월 17일에 원본 문서에서 보존된 문서. 2023년 5월 20일에 확인함.
4. 1 2  “Meloni's mother: "I, a writer of romance novels for my daughters"”. 2022년 10월 21일. 2023년 5월 6일에 원본 문서에서 보존된 문서. 2023년 5월 15일에 확인함.
5. ↑  “How Giorgia Meloni thinks”. 2022년 9월 23일. 2023년 6월 13일에 원본 문서에서 보존된 문서. 2023년 5월 10일에 확인함.
6. 1 2  “How 'fascist' is the party of Giorgia Meloni, Italy's PM frontrunner?”. 2023년 5월 10일에 원본 문서에서 보존된 문서. 2023년 5월 10일에 확인함.
7. 1 2  Dell'Arti, Giorgio; Spada, Alberto (2014년 5월 27일). “Giorgia Meloni”. 《코리에레 델라 세라》 (이탈리아어). 2014년 11월 5일에 원본 문서에서 보존된 문서. 2022년 8월 11일에 확인함.
8. ↑  “Giorgia Meloni, il racconto della stampa spagnola sul padre (che la abbandonò da piccola): 'Fu condannato per traffico di droga'” [조르자 멜로니, 스페인 언론의 아버지 이야기 (어릴 때 그녀를 버린): '그는 마약 밀매 혐의로 유죄 판결을 받았다']. 《일 파토 쿼티디아노》 (이탈리아어). 2022년 9월 28일. 2022년 10월 1일에 원본 문서에서 보존된 문서. 2022년 10월 1일에 확인함.
9. ↑  Pistilli, Clemente (2022년 9월 29일). “Il padre di Giorgia Meloni fu condannato per narcotraffico, il racconto della stampa spagnola” [조르자 멜로니의 아버지는 마약 밀매로 유죄 판결을 받았다, 스페인 언론의 이야기]. 《라 레푸블리카》 (이탈리아어). 2022년 10월 1일에 원본 문서에서 보존된 문서. 2022년 10월 6일에 확인함.
10. ↑  “"Non sono un'abile affarista immobiliare". Anna Paratore, la madre di Meloni, si difende”. 《La Repubblica》. 2023년 5월 20일. 2023년 10월 3일에 원본 문서에서 보존된 문서. 2023년 9월 20일에 확인함.
11. ↑  “l'inchiesta di "Domani": "Società spagnola e plusvalenza: le bugie della madre di Meloni"”. 《Infosannio from Domani》. 2023년 5월 19일. 2023년 10월 2일에 원본 문서에서 보존된 문서. 2023년 9월 20일에 확인함.
12. ↑  “Investigation into M.”. 2022년 8월 13일. 2023년 5월 10일에 원본 문서에서 보존된 문서. 2023년 5월 10일에 확인함.
13. ↑  Brezar, Aleksandar (2022년 9월 27일). “Italy election: In Rome's progressive neighbourhood, Meloni's victory causes anger and concern” (이탈리아어). 유로뉴스. 2022년 9월 27일에 원본 문서에서 보존된 문서. 2022년 10월 22일에 확인함.
14. ↑  Spagnoli, Sofia (2022년 9월 27일). “Arianna Meloni: chi è la sorella di Giorgia. 'Ti accompagnerò come Sam con Frodo'” [아리안나 멜로니: 조르자 멜로니의 언니. '프로도와 샘처럼 너와 함께 할게']. 《쿼티디아노 나치오날레》 (이탈리아어). 2022년 9월 27일에 원본 문서에서 보존된 문서. 2022년 10월 23일에 확인함.
15. ↑  “Cos'è il Ministero della Sovranità alimentare e cosa significa” [식량 주권부란 무엇이며 그 의미는 무엇인가]. 《QuiFinanza》 (이탈리아어). 2022년 10월 23일. 2022년 10월 23일에 원본 문서에서 보존된 문서. 2022년 10월 23일에 확인함.
16. ↑  Fontana, Simone (2022년 7월 28일). “Da dove arriva Giorgia Meloni, l'ultima fiamma della destra” [극우의 마지막 불꽃인 조르자 멜로니는 어디서 왔는가]. 《라레조네 티치노》 (이탈리아어). 2022년 8월 7일에 원본 문서에서 보존된 문서. 2022년 9월 21일에 확인함.
17. ↑  “'Woman, mother, Christian' guides Italian far-right to brink of power”. 《유랙티브》. 2022년 8월 10일. 2022년 8월 22일에 원본 문서에서 보존된 문서. 2022년 9월 21일에 확인함.
18. ↑  “Meloni, da barman a tata... a ministro: 'Ho fatto tutti i lavori e ne sono fiera'” [멜로니, 바텐더에서 유모... 장관까지: '모든 일을 했고 자랑스럽다']. 《Blitz Quotidiano》 (이탈리아어). 2020년 4월 17일. 2021년 4월 22일에 원본 문서에서 보존된 문서. 2022년 8월 14일에 확인함.
19. ↑  Guerzoni, Monica (2013년 1월 17일). “Giorgia Meloni: 'Io militante ventenne e i Lego con la figlia di Fiorello'” [조르자 멜로니: '20대 활동가인 나와 피오렐로의 딸과 레고']. 《코리에레 델라 세라》 (이탈리아어). 2021년 3월 31일에 원본 문서에서 보존된 문서. 2022년 8월 14일에 확인함.
20. 1 2 3  Nuzzo, Alessandro (2022년 9월 1일). “Che scuola ha fatto Giorgia Meloni: cosa sappiamo sul curriculum della leader di FdI” [조르자 멜로니는 어떤 학교를 다녔는가: FdI 지도자의 이력서에 대해 무엇을 아는가]. 《Money.it》 (이탈리아어). 2022년 9월 1일에 원본 문서에서 보존된 문서. 2022년 9월 21일에 확인함.
21. 1 2 3  “La Storia”. 《L'Istituto Professionale di Stato per l'Enogastronomia e l'Ospitalità. Amerigo Vespucci》 (이탈리아어). 2023년 5월 24일에 원본 문서에서 보존된 문서. 2023년 5월 24일에 확인함.
22. ↑  “Curriculum Vitae di Giorgia Meloni” [조르자 멜로니의 이력서] (PDF) (이탈리아어). 로마 코무네. 2016년 9월 16일. 2022년 8월 5일에 원본 문서 (PDF)에서 보존된 문서. 2022년 8월 30일에 확인함.
23. ↑    - “MELONI Giorgia”. 《XVIII Legislatura – Deputati e Organi – Scheda deputato》 (이탈리아어). 이탈리아 대의회. 2023년 5월 24일에 확인함.
  - “MELONI Giorgia”. 《XVI Legislatura – Deputati e Organi Parlamentari – Scheda deputato》. camera.it. 2023년 4월 9일에 원본 문서에서 보존된 문서. 2023년 5월 24일에 확인함.
  - “MELONI Giorgia”. 《XV legislatura – Deputati – La scheda personale》. camera.it. 2023년 4월 6일에 원본 문서에서 보존된 문서. 2023년 5월 24일에 확인함.
24. ↑  “Centro di Formazione Professionale "Ernesto Nathan"” ["'에르네스토 나탄' 직업 훈련 센터"]. 《로마 시의회》 (이탈리아어). 2023년 5월 23일. 2023년 5월 23일에 원본 문서에서 보존된 문서. 2023년 5월 23일에 확인함.
25. ↑  “Meloni: Italy's far-right 'Christian mother' on brink of power”. 《프랑스 24》. 프랑스 통신사. 2022년 9월 21일. 2022년 9월 25일에 원본 문서에서 보존된 문서. 2022년 9월 21일에 확인함.
26. ↑  “Ordine dei giornalisti del Lazio” [라치오 기자 협회] (이탈리아어). 이탈리아 기자 협회. 2010. 2011년 3월 3일에 원본 문서에서 보존된 문서. 2022년 8월 14일에 확인함.
27. ↑  “Giorgia Meloni”. 《Corsera Magazine》 (이탈리아어). 2006년 12월 7일. 2007년 10월 12일에 원본 문서에서 보존된 문서. 2022년 8월 11일에 확인함.
28. ↑  Naím, Moisés (2022년 9월 19일). “Who is Giorgia Meloni?”. 《엘 파이스》. 2022년 9월 19일에 원본 문서에서 보존된 문서. 2022년 9월 21일에 확인함.
29. 1 2  “Giorgia Meloni”. 《일 솔레 24 오레》 (이탈리아어). 2013년 2월 8일. 2017년 12월 26일에 원본 문서에서 보존된 문서. 2022년 8월 14일에 확인함.
30. ↑  “Giorgia Meloni a Tatanka: 'Ho chiesto un gesto, non di non gareggiare'” [조르자 멜로니가 타탄카에게: '경쟁하지 말라고 요청했다, 행동을 요청했다']. 《로치덴탈레》 (이탈리아어). 2008년 8월 6일. 2022년 8월 6일에 원본 문서에서 보존된 문서. 2022년 8월 14일에 확인함.
31. ↑  Telese, Luca (2009년 2월 8일). “La Meloni: 'Caro Fini, ecco perché non ti seguo'” [멜로니: '사랑하는 피니, 그래서 당신을 따르지 않아요']. 《일 조르날레》 (이탈리아어). 2022년 8월 14일에 원본 문서에서 보존된 문서. 2022년 8월 14일에 확인함.
32. ↑  “Diritto al futuro: 300 milioni di euro per il domani dei giovani” [미래를 위한 권리: 청년의 미래를 위한 3억 유로]. 《Confini Online》 (이탈리아어). 2010년 12월 3일. 2022년 9월 25일에 원본 문서에서 보존된 문서. 2022년 8월 11일에 확인함.
33. ↑  Sala, Alessandro (2012년 11월 20일). “Pdl, primarie in fumo. La rabbia dei giovani” [PDL, 예비선거는 연기처럼 사라졌다. 젊은이들의 분노]. 《코리에레 델라 세라》 (이탈리아어). 2014년 5월 12일에 원본 문서에서 보존된 문서. 2022년 8월 14일에 확인함.
34. ↑  “Crosetto e Meloni dal Pdl a 'Fratelli d'Italia': trattativa con La Russa su nome e simbolo” [크로세토와 멜로니가 PDL에서 '이탈리아의 형제들'로: 라 루사와의 이름과 상징 협상]. 《라 레푸블리카》 (이탈리아어). 2012년 12월 20일. 2019년 9월 24일에 원본 문서에서 보존된 문서. 2022년 8월 14일에 확인함.
35. ↑  Piccolillo, Virginia (2012년 12월 16일). “Pdl, il giorno dei montiani. 'No a scissioni'” [PDL, 몬티 지지자들의 날. '분열 반대']. 《코리에레 델라 세라》 (이탈리아어). 7면. 2015년 10월 17일에 원본 문서에서 보존된 문서. 2022년 8월 14일에 확인함.
36. ↑  Guerzoni, Monica (2012년 12월 17일). “Appello a Monti e guerra alla sinistra. Il Pdl si ricompatta” [몬티에게 호소하고 좌파에 전쟁을 선포하다. PDL은 재결집한다]. 《코리에레 델라 세라》 (이탈리아어). 6면. 2014년 2월 1일에 원본 문서에서 보존된 문서. 2022년 8월 14일에 확인함.
37. ↑  Balmer, Crispian (2022년 9월 26일). “Nationalist Meloni set to smash Italy's glass ceiling, become premier”. 《로이터》. 2022년 10월 1일에 원본 문서에서 보존된 문서. 2022년 10월 13일에 확인함.
38. ↑  “Camera del 24 Febbraio 2013” [2013년 2월 24일 하원]. 《선거 기록 보관소》 (이탈리아어). 이탈리아 내무부. 2013년 2월 24일. 2015년 7월 9일에 원본 문서에서 보존된 문서. 2021년 11월 5일에 확인함.
39. ↑  “E' Fabio Rampelli il nuovo Capogruppo di Fratelli d'Italia – Alleanza Nazionale” [파비오 람펠리는 이탈리아 형제들 – 국가동맹의 새로운 원내대표이다]. 《Fratelli d'Italia》 (이탈리아어). 17 June 104. 14 July 2014에 원본 문서에서 보존된 문서. 14 August 2022에 확인함.
40. ↑  “Europee, Bonafè (Pd) è la più votata. Elette Mussolini, Picierno e Matera” [유럽 의회 선거에서, 보나페 (Pd)가 가장 많은 표를 얻었다. 무솔리니, 피치에르노, 마테라가 선출되었다]. 《코리에레 델라 세라》 (이탈리아어). 2014년 5월 16일. 2014년 6월 7일에 원본 문서에서 보존된 문서. 2022년 8월 14일에 확인함.
41. ↑  “Elezioni europee 2014, i risultati definitivi in Italia e Europa” [2014년 유럽 의회 선거, 이탈리아와 유럽의 최종 결과]. 《LeggiOggi》 (이탈리아어). 2014년 5월 26일. 2022년 8월 14일에 원본 문서에서 보존된 문서. 2022년 8월 14일에 확인함.
42. ↑  “Europee 25/05/2014”. 《선거 기록 보관소》 (이탈리아어). 이탈리아 내무부. 2014년 5월 25일. 2022년 9월 25일에 원본 문서에서 보존된 문서. 2022년 8월 14일에 확인함.
43. ↑  De Santis, Livia (2015년 11월 4일). “Fratelli d'Italia lancia 'Terra nostra': a fine novembre la prima assemblea” [이탈리아 형제들이 '우리 땅'을 출범시킨다: 11월 말 첫 총회]. 《세콜로 디 이탈리아》 (이탈리아어). 2022년 4월 12일에 원본 문서에서 보존된 문서. 2022년 8월 14일에 확인함.
44. ↑  “Chi siamo” [우리는 누구인가]. 《우리 땅 위원회》 (이탈리아어). November 2015. 2018년 6월 21일에 원본 문서에서 보존된 문서. 2022년 8월 14일에 확인함.
45. ↑  Curridori, Francesco (2015년 11월 4일). “Nasce Terra nostra, parte il derby a destra tra Fini e Meloni” [우리 땅이 탄생하다, 피니와 멜로니 사이에서 우파 더비가 시작된다]. 《일 조르날레》 (이탈리아어). 2022년 5월 11일에 원본 문서에서 보존된 문서. 2022년 8월 14일에 확인함.
46. ↑  “Giorgia Meloni mamma / È nata la figlia Ginevra: FdI saluta la nuova 'sorellina d'Italia' (oggi, 16 settembre 2016)” [조르자 멜로니 어머니 / 지네브라 딸이 태어났다: FdI는 새로운 '이탈리아의 여동생'을 환영한다 (오늘, 2016년 9월 16일)]. 《IlSussidiario.net》 (이탈리아어). 2016년 9월 16일. 2022년 9월 7일에 원본 문서에서 보존된 문서. 2022년 8월 14일에 확인함.
47. ↑  “Meloni: 'Una via per Almirante'. Insorgono comunità ebraica e Anpi” [멜로니: '알미란테 거리'. 유대인 공동체와 안피가 반발한다] (이탈리아어). ANSA (통신사). 2016년 5월 24일. 2016년 8월 1일에 원본 문서에서 보존된 문서. 2022년 10월 6일에 확인함.
48. ↑  “Comune di Roma – Lazio – Elezioni Comunali – Risultati – Ballottaggio – 5 giugno 2016” [로마 시 – 라치오 – 지방선거 – 결과 – 결선 투표 – 2016년 6월 5일]. 《라 레푸블리카》 (이탈리아어). 2016년 6월 5일. 2016년 6월 20일에 원본 문서에서 보존된 문서. 2022년 8월 14일에 확인함.
49. ↑  “Renzi: 'Il voto se vince il No? Lo deciderà Mattarella'” [렌치: '반대가 이기면 투표는? 마타렐라가 결정할 것이다']. 《일 세콜로 19세》 (이탈리아어). 2016년 11월 23일. 2022년 9월 25일에 원본|보존url=은 |url=을 필요로 함 (도움말)에서 보존된 문서.
50. ↑  Gallori, Paolo; Rubino, Monica (2016년 12월 12일). “Il governo Gentiloni ha giurato, ministri confermati tranne Giannini. Alfano agli Esteri. Minniti all'Interno. Boschi sottosegretario” [젠틸로니 정부는 장관들을 확정했다, 지아니니 제외. 알파노는 외무부 장관. 민니티는 내무부 장관. 보스키는 차관]. 《라 레푸블리카》 (이탈리아어). 2022년 8월 14일에 원본 문서에서 보존된 문서. 2022년 8월 14일에 확인함.
51. ↑  Romano, Luca (2016년 12월 13일). “Gentiloni incassa la fiducia. Opposizioni contro il governo” [젠틸로니는 신뢰를 얻는다. 야당은 정부에 반대한다]. 《일 조르날레》 (이탈리아어). 2022년 4월 12일에 원본 문서에서 보존된 문서. 2022년 8월 14일에 확인함.
52. ↑  Stefanoni, Franco (2017년 3월 12일). “Fratelli d'Italia: via An e Msi dal simbolo. Entra Santanchè: 'Tornata a casa mia'” [이탈리아 형제들: 상징에서 AN과 MSI를 없애다. 산탄체가 합류한다: '내 집으로 돌아왔다']. 《코리에레 델라 세라》 (이탈리아어). 2022년 7월 5일에 원본 문서에서 보존된 문서. 2022년 8월 14일에 확인함.
53. ↑  “Matteo Salvini e la nuova mappa della destra, fra Giorgia Meloni e Roberto Maroni” [마테오 살비니와 조르자 멜로니, 로베르토 마로니 사이의 우파의 새로운 지도]. 《Formiche.net》 (이탈리아어). 2018년 3월 2일. 2021년 6월 6일에 원본 문서에서 보존된 문서. 2021년 6월 6일에 확인함.
54. ↑  Barigazzi, Jacopo (2018년 2월 25일). “Far-right leader rejects idea of Emma Bonino as Italy's PM”. 《유럽인의 소리》. 2019년 7월 17일에 원본 문서에서 보존된 문서. 2022년 8월 14일에 확인함.
55. ↑  Sala, Alessandro (2018년 4월 3일). “Elezioni 2018: M5S primo partito, nel centrodestra la Lega supera FI” [2018년 선거: M5S가 제1당, 중도우파에서 레가가 FI를 넘어섰다]. 《코리에레 델라 세라》 (이탈리아어). 2021년 11월 24일에 원본 문서에서 보존된 문서. 2022년 8월 14일에 확인함.
56. ↑  Nordsieck, Wolfram (2018년 3월 5일). “Italy”. 《유럽 정당 및 선거》. 2018년 3월 19일에 원본 문서에서 보존된 문서. 2022년 8월 14일에 확인함.
57. ↑  “Elezioni 2018 – Collegio uninominale di Latina” [2018년 선거 – 라티나 단일 선거구] (이탈리아어). 이탈리아 내무부. 2018년 3월 4일. 2022년 2월 6일에 원본 문서에서 보존된 문서. 2022년 8월 14일에 확인함.
58. ↑  Matteucci, Piera (2018년 3월 4일). “Elezioni politiche: vincono M5s e Lega. Crollo del Partito democratico. Centrodestra prima coalizione. Il Carroccio sorpassa Forza Italia” [정치 선거: M5S와 레가가 승리. 민주당의 붕괴. 중도우파 연합이 1위. 카로치오는 전진이탈리아를 추월한다]. 《라 레푸블리카》 (이탈리아어). 2022년 7월 14일에 원본 문서에서 보존된 문서. 2022년 8월 14일에 확인함.
59. ↑  “'Io sono Giorgia', il remix del discorso di Meloni è virale, con meme e sfide virtuali” ["'나는 조르자이다' 멜로니의 연설 리믹스는 밈과 가상 도전으로 바이러스처럼 퍼졌다"]. 《스카이 TG24》 (이탈리아어). 2019년 11월 12일. 2022년 9월 27일에 원본 문서에서 보존된 문서. 2022년 10월 25일에 확인함.
60. ↑  Meloni, Giorgia (2021). 《Io sono Giorgia》 [나는 조르자이다] (이탈리아어) E-book판. 로마: 리촐리 리브리. 5–6쪽. ISBN 978-8-8318-0460-8. 2022년 10월 25일에 원본 문서에서 보존된 문서. 2022년 10월 25일에 확인함 – 구글 도서 경유.
61. ↑  Lanzavecchia, Otto (2022년 7월 25일). “Why Giorgia Meloni is strengthening ties with the American right”. 《Formiche.net》. 2022년 9월 15일에 원본 문서에서 보존된 문서. 2022년 10월 1일에 확인함.
62. ↑  Pavia, Alissa (2022년 9월 26일). “Which Giorgia Meloni will Washington get?”. 대서양 평의회. 2022년 9월 26일에 원본 문서에서 보존된 문서. 2022년 10월 1일에 확인함.
63. ↑  Bechis, Francesco (2022년 7월 25일). “Meloni l'americana. Tutte le stelle e le strisce dentro FdI” [멜로니, 미국인. FdI 안의 모든 별과 줄무늬]. 《Formiche.net》 (이탈리아어). 2022년 8월 1일에 원본 문서에서 보존된 문서. 2022년 8월 14일에 확인함.
64. ↑  Tocchi, Alfredo (2022년 7월 28일). “Giorgia Meloni, l'Aspen Institute e il Grande sonno dell'Occidente” [조르자 멜로니, 아스펜 연구소, 그리고 서구의 대잠]. 《일 조르날레 디 이탈리아》 (이탈리아어). 2022년 8월 1일에 원본 문서에서 보존된 문서. 2022년 8월 14일에 확인함.
65. ↑  “Aspen Institute: cos'è? Giorgia Meloni ne entra a far parte” [아스펜 연구소: 무엇인가? 조르자 멜로니가 가입한다]. 《Blogo》 (이탈리아어). 2021년 2월 1일. 2022년 8월 14일에 원본 문서에서 보존된 문서. 2022년 8월 14일에 확인함.
66. ↑  Berra, Valerio (2021년 2월 3일). “Da Io sono Giorgia all'Aspen Institute: l'irresistibile ascesa di Meloni tra popolo, canzonette e fascino dei poteri forti” [나는 조르자부터 아스펜 연구소까지: 대중, 노래, 그리고 강대국의 매력 속에서 멜로니의 거부할 수 없는 상승]. 《Open》 (이탈리아어). 2022년 8월 14일에 원본 문서에서 보존된 문서. 2022년 8월 14일에 확인함.
67. ↑  Vitale, Giovanna (2022년 3월 26일). “FdI, Giorgia l'atlantista: le metamorfosi di Meloni” [FdI, 대서양주의자 조르자: 멜로니의 변신]. 《라 레푸블리카》 (이탈리아어). 2022년 9월 25일에 원본 문서에서 보존된 문서. 2022년 8월 14일에 확인함.
68. ↑  “'Vacca e scrofa', docente insulta Meloni. Poi le scuse” ["'암소와 암퇘지', 교사가 멜로니를 모욕한다. 그리고 사과"]. 《ANSA (통신사)》 (이탈리아어). 2021년 2월 20일. 2022년 9월 7일에 원본 문서에서 보존된 문서. 2022년 8월 14일에 확인함.
69. ↑  “Gozzini sospeso da universita Siena per insulti a Meloni” [고치니는 멜로니에게 욕설을 퍼부은 시에나 대학교에서 정직당했다]. 《아든크로노스》 (이탈리아어). 2021년 2월 23일. 2022년 8월 27일에 원본 문서에서 보존된 문서. 2022년 8월 14일에 확인함.
70. ↑  “UE, Meloni a Convention Vox: Europa del dopo-Merkel sia l'Europa dei conservatori (video)” [EU, 멜로니가 Vox 컨벤션에서: 메르켈 이후의 유럽은 보수주의자들의 유럽이 되어야 한다 (비디오)]. 《Giorgia Meloni》 (이탈리아어). 2021년 10월 10일. 2025년 6월 12일에 원본 문서에서 보존된 문서. 2022년 8월 14일에 확인함.
71. ↑  “Carta de Madrid” [마드리드 헌장]. 《Fundación Disenso》 (스페인어). 2020년 10월 26일. 2021년 12월 25일에 원본 문서에서 보존된 문서. 2022년 8월 14일에 확인함.
72. ↑  Lauria, Emanuele (2020년 10월 10일). “FdI, Meloni a Madrid con gli ultranazionalisti di Vox: 'No a tutti i regimi'” [FdI, 멜로니가 극단적 민족주의자 Vox와 마드리드에서: '모든 정권에 반대']. 《라 레푸블리카》 (이탈리아어). 2022년 8월 14일에 원본 문서에서 보존된 문서. 2022년 8월 14일에 확인함.
73. 1 2  Kirby, Paul (2022년 9월 25일). “Giorgia Meloni: Italy's far-right wins election and vows to govern for all”. 《영국방송공사》. 2022년 9월 25일에 원본 문서에서 보존된 문서. 2022년 9월 25일에 확인함.
74. ↑  Sergi, Sabrina (2022년 9월 26일). “How a right-wing party of neo-fascist roots became poised to lead Italy”. PBS. 2022년 9월 27일에 원본 문서에서 보존된 문서. 2022년 9월 30일에 확인함.
75. ↑  Di Caro, Paolo (2022년 2월 26일). “Meloni ai conservatori Usa: difendiamoci dai progressisti” [멜로니가 미국 보수주의자들에게: 진보주의자들로부터 우리를 방어하자]. 《코리에레 델라 세라》 (이탈리아어). 2022년 8월 14일에 원본 문서에서 보존된 문서. 2022년 8월 14일에 확인함.
76. ↑  Roberts, Hannah (2022년 7월 22일). “Berlusconi's big lunch: How Italy's right ousted Mario Draghi”. 《유럽인의 소리》. 2022년 8월 5일에 원본 문서에서 보존된 문서. 2022년 8월 14일에 확인함.
77. ↑  Roberts, Hannah (2022년 7월 29일). “Russian links to Italian right threaten Meloni's election campaign”. 《유럽인의 소리》. 2022년 8월 11일에 원본 문서에서 보존된 문서. 2022년 8월 14일에 확인함.
78. ↑  Roberts, Hannah (2022년 8월 10일). “I'm not a fascist — I like the Tories, says Italy's far-right leader”. 《유럽인의 소리》. 2022년 8월 14일에 원본 문서에서 보존된 문서. 2022년 8월 14일에 확인함.
79. ↑  Broder, David (2022년 7월 22일). “The Future Is Italy, and It's Bleak”. 《The New York Times》. 2022년 8월 14일에 원본 문서에서 보존된 문서. 2022년 9월 28일에 확인함.
80. ↑  “Brothers of Italy, the far-right party on the cusp of power”. 《프랑스 24》. 프랑스 통신사. 2022년 7월 24일. 2022년 7월 24일에 원본 문서에서 보존된 문서. 2022년 7월 25일에 확인함.
81. ↑  Roberts, Hannah (2022년 8월 3일). “Italy confronts its fascist past as the right prepares for power”. 《유럽인의 소리》. 2022년 8월 14일에 원본 문서에서 보존된 문서. 2022년 8월 14일에 확인함.
82. ↑  Ghiglione, Davide; Politi, James (2018년 2월 10일). “Meloni takes Italian far-right back to 1930s roots”. 《파이낸셜 타임스》. 2019년 9월 30일에 원본 문서에서 보존된 문서. 2022년 8월 15일에 확인함.
83. ↑  “Liliana Segre e Pd chiedono a Meloni di togliere la fiamma tricolore dal simbolo di Fdi: 'Partiamo dai fatti, non dalle parole'” [릴리아나 세그레와 민주당은 멜로니에게 FdI 상징에서 삼색 불꽃을 제거할 것을 요구한다: '말이 아니라 사실에서 시작하자']. 《일 파토 쿼티디아노》 (이탈리아어). 2022년 8월 12일. 2022년 8월 14일에 원본 문서에서 보존된 문서. 2022년 8월 14일에 확인함.
84. ↑  Steven, Martin; Szczerbiak, Aleks (2022년 5월 6일). 《Conservatism and 'Eurorealism' in the European Parliament: the European Conservatives and Reformists under the leadership of Poland's Law and Justice》 (PDF). 《유럽 정치 및 사회》 24. 585–602쪽. doi:10.1080/23745118.2022.2065725. ISSN 2374-5118. S2CID 248600333. 2024년 1월 5일에 원본 문서 (PDF)에서 보존된 문서. 2024년 1월 5일에 확인함.
85. ↑  “Il segnale di Meloni alla stampa estera: 'Nessuna svolta autoritaria, la destra italiana ha consegnato il fascismo alla storia da decenni'” [멜로니가 외신에 보내는 신호: '권위주의적 전환은 없다, 이탈리아 우파는 수십 년 전부터 파시즘을 역사에 넘겼다']. 《일 파토 쿼티디아노》 (이탈리아어). 2022년 8월 10일. 2022년 8월 14일에 원본 문서에서 보존된 문서. 2022년 8월 14일에 확인함.
86. ↑  Giuffrida, Angela (2022년 8월 11일). “Scepticism over Giorgia Meloni's claim 'fascism is history' in Italian far right”. 《가디언》. 2022년 8월 14일에 원본 문서에서 보존된 문서. 2022년 8월 15일에 확인함.
87. ↑  “Italy elections: Far-right party sacks candidate for Hitler praise”. 《영국방송공사》. 2022년 9월 20일. 2022년 9월 25일에 원본 문서에서 보존된 문서. 2022년 9월 20일에 확인함.
88. ↑  “Italian leadership nominee calls for blockade on Libya to stop migrants”. 《Libya Update》. 2022년 8월 8일. 2022년 10월 7일에 원본 문서에서 보존된 문서. 2022년 10월 7일에 확인함.
89. ↑  Nielsen, Nikolaj (2022년 9월 28일). “Meloni's navy-blockade plan to stop Libya migrants 'unlikely'”. 《유럽 참관자》. 2022년 9월 28일에 원본 문서에서 보존된 문서. 2022년 9월 28일에 확인함.
90. ↑  Roberts, Hannah (2022년 10월 1일). “Italy's national interests take top priority, Meloni vows in first speech since elections”. 《폴리티코》. 2022년 10월 5일에 원본 문서에서 보존된 문서. 2022년 10월 5일에 확인함.
91. ↑  “Giorgia Meloni says she will put Italy first in tackling high energy costs”. 《가디언》. AP (통신사). 2022년 10월 1일. 2022년 10월 1일에 원본 문서에서 보존된 문서. 2022년 10월 5일에 확인함.
92. ↑  Riegert, Bernd (2022년 9월 26일). “Italy election: Who is Giorgia Meloni, the star of the far right?”. 《도이체 벨레》. 2022년 9월 26일에 원본 문서에서 보존된 문서. 2022년 9월 28일에 확인함.
93. ↑  “Proiezioni: FdI primo partito. Calano M5s, Lega e Forza Italia. Pd al 19%, Terzo polo al 7%” [예측: FdI가 1위 정당. 오성운동, 레가, 전진이탈리아는 하락. 민주당 19%, 제3의 극 7%]. 《이탈리아 방송 협회》 (이탈리아어). 2022년 9월 26일. 2022년 9월 26일에 원본 문서에서 보존된 문서. 2022년 9월 26일에 확인함.
94. ↑  “Speciale Elezioni 2022 di RaiNews” [라이뉴스 2022 선거 특별판]. 《이탈리아 방송 협회》 (이탈리아어). 2022년 9월 25일. 2022년 9월 26일에 원본 문서에서 보존된 문서. 2022년 9월 25일에 확인함.
95. ↑  Amante, Angelo; Balmer, Crispian (2022년 9월 25일). “Italy's right wing, led by Meloni, wins election, exit polls say”. 《로이터》. 2022년 9월 27일에 원본 문서에서 보존된 문서. 2022년 9월 25일에 확인함.
96. ↑  “Italy elections: Giorgia Meloni's right-wing alliance ahead”. 《BBC 뉴스》. 2022년 9월 26일. 2022년 9월 26일에 원본 문서에서 보존된 문서. 2022년 9월 26일에 확인함.
97. ↑  Balmer, Crispian (2022년 9월 20일). “Italy's conservative alliance in lockstep, ready to govern, says Meloni”. 《로이터》. 2022년 9월 27일에 원본 문서에서 보존된 문서. 2022년 9월 26일에 확인함.
98. 1 2  D'Emilio, Frances; Winfield, Nicole; Zampano, Giada (2022년 9월 26일). “Italy shifts to the right as voters reward Meloni's party”. 《AP 뉴스》 (AP (통신사)). 2022년 9월 27일에 원본 문서에서 보존된 문서. 2022년 9월 27일에 확인함.
99. ↑  “Italy's far-right Meloni begins tricky government talks”. 《프랑스 24》 (프랑스 통신사). 2022년 9월 27일. 2022년 9월 27일에 원본 문서에서 보존된 문서. 2022년 9월 28일에 확인함.
100. ↑  “Italy's centre-left Democratic Party concedes election defeat”. 《로이터》. 2022년 9월 25일. 2022년 9월 27일에 원본 문서에서 보존된 문서. 2022년 9월 26일에 확인함.
101. ↑  “Political reaction to Italian election outcome”. 《로이터》. 2022년 9월 26일. 2022년 9월 26일에 원본 문서에서 보존된 문서. 2022년 9월 26일에 확인함.
102. 1 2  “Italy election: Meloni says center-right bloc has 'clear' mandate”. 《도이체 벨레》. 2022년 9월 26일. 2022년 9월 26일에 원본 문서에서 보존된 문서. 2022년 9월 26일에 확인함.
103. ↑  “Gianfranco Fini: 'Meloni? Ho sempre creduto in lei, è antifascista'” [잔프랑코 피니: '멜로니? 나는 항상 그녀를 믿었고, 그녀는 반파시스트다']. 《스카이 TG24》 (이탈리아어). 2022년 10월 4일. 2022년 10월 4일에 원본 문서에서 보존된 문서. 2022년 10월 18일에 확인함.
104. ↑  De Robertis, Pierfrancesco (2020년 10월 10일). “Fini e i fantasmi della destra di governo” [피니와 우익 정부의 유령들]. 《쿼티디아노 나치오날레》 (이탈리아어). 2022년 10월 11일에 원본 문서에서 보존된 문서. 2022년 10월 18일에 확인함.
105. ↑  “Meloni (Fratelli d'Italia): 'L'antifascismo l'ho visto a Livorno quando mi hanno sputato. Mi sono rotta di parlare di storia'” [멜로니 (이탈리아의 형제들): '나는 리보르노에서 침을 뱉었을 때 반파시즘을 보았다. 역사 이야기를 하는 것이 지겹다'] (이탈리아어). 라7. 2018년 2월 16일. 2022년 8월 9일에 원본 문서에서 보존된 문서. 2022년 10월 18일에 확인함.
106. ↑  Lavia, Mario (2021년 10월 11일). “Lei è Giorgia: Non è fascista, la Meloni, ma nemmeno antifascista. Così le prende da tutti ed è colpa sua” [그녀는 조르자: 멜로니는 파시스트도 아니고, 반파시스트도 아니다. 그래서 모두에게 공격받고, 그것은 그녀의 잘못이다]. 《링키에스타》 (이탈리아어). 2022년 8월 23일에 원본 문서에서 보존된 문서. 2022년 10월 18일에 확인함.
107. ↑  Sansonetti, Piero (2022년 8월 12일). “Giorgia Meloni è antifascista, lo dica chiaramente!” [조르자 멜로니는 반파시스트이다, 분명히 말해야 한다!]. 《일 리포르미스타》 (이탈리아어). 2022년 8월 13일에 원본 문서에서 보존된 문서. 2022년 10월 18일에 확인함.
108. ↑  Barry, Colleen; Cook, Lorne (2022년 9월 26일). “Italy's EU partners vigilant as far right set to take power”. 《AP 뉴스》 (AP (통신사)). 2022년 9월 26일에 원본 문서에서 보존된 문서. 2022년 9월 27일에 확인함.
109. ↑  Leali, Giorgio; Roberts, Hannah (2022년 9월 25일). “Italy on track to elect most right-wing government since Mussolini”. 《폴리티코》. 2022년 9월 26일에 원본 문서에서 보존된 문서. 2022년 9월 27일에 확인함.
110. ↑  Braithwaite, Sharon; DiDonato, Valentina; Fox, Kara; Mortensen, Antonia; Nadeau, Barbie Latza; Ruotolo, Nicola (2022년 9월 26일). “Giorgia Meloni claims victory to become Italy's most far-right prime minister since Mussolini”. CNN. 2022년 9월 26일에 원본 문서에서 보존된 문서. 2022년 9월 26일에 확인함.
111. ↑  D'Emilio, Frances; Winfield, Nicole; Zampano, Giada (2022년 9월 27일). “First female premier poised to take helm of Italy government”. 《AP 뉴스》 (AP (통신사)). 2022년 10월 8일에 원본 문서에서 보존된 문서. 2022년 9월 27일에 확인함.
112. ↑  Parsons, Adam (2022년 9월 26일). “Italy will move to the right, the question is just how far”. 《스카이 뉴스》. 2022년 10월 7일에 원본 문서에서 보존된 문서. 2022년 10월 11일에 확인함.
113. ↑  “Meloni's ascent to power 'a balancing exercise,' says political risk consultancy”. CNBC. 2022년 9월 26일. 2022년 10월 9일에 원본 문서에서 보존된 문서. 2022년 10월 11일에 확인함.
114. ↑  “Far-right veteran elected Italian Senate speaker”. 《프랑스 24》 (프랑스 통신사). 2022년 10월 13일. 2022년 10월 22일에 원본 문서에서 보존된 문서. 2022년 10월 20일에 확인함.
115. ↑  “Who is the far-right veteran elected Italian Senate speaker?”. 《더 로컬》. 2022년 10월 13일. 2022년 10월 20일에 원본 문서에서 보존된 문서. 2022년 10월 20일에 확인함.
116. ↑  Giuffrida, Angela (2022년 10월 13일). “Brothers of Italy politician who collects fascist relics elected senate speaker”. 《가디언》. 2022년 10월 20일에 원본 문서에서 보존된 문서. 2022년 10월 20일에 확인함.
117. ↑  “Berlusconi calls Meloni arrogant in written notes in Senate”. ANSA (통신사). 2022년 10월 14일. 2022년 10월 20일에 원본 문서에서 보존된 문서. 2022년 10월 20일에 확인함.
118. ↑  Kington, Tom (2022년 10월 17일). “Silvio Berlusconi undercuts Italian coalition by labelling Meloni arrogant”. 《타임스》. ISSN 0140-0460. 2022년 10월 20일에 원본 문서에서 보존된 문서. 2022년 10월 20일에 확인함.
119. ↑  Kirby, Paul (2022년 10월 21일). “Italy Meloni: Far-right leader agrees to form government”. 《BBC 뉴스》. 2022년 10월 21일에 원본 문서에서 보존된 문서. 2022년 10월 21일에 확인함.
120. ↑  “Consultazioni per la formazione del nuovo governo” [새 정부 구성을 위한 협의]. 《퀴리날레궁》 (이탈리아어). 2022년 10월 20일. 2022년 10월 20일에 원본 문서에서 보존된 문서. 2022년 10월 21일에 확인함.
121. ↑  Horowitz, Jason (2022년 10월 21일). “Giorgia Meloni Gets Go-Ahead for New Italian Government”. 《뉴욕 타임스》. ISSN 0362-4331. 2022년 10월 21일에 원본 문서에서 보존된 문서. 2022년 10월 21일에 확인함.
122. ↑  “Italy Meloni: Far-right leader agrees to form government”. 《더 로컬》. 2022년 10월 21일. 2022년 10월 21일에 원본 문서에서 보존된 문서. 2022년 10월 21일에 확인함.
123. ↑  “Il governo Meloni giura oggi al Quirinale” [멜로니 정부는 오늘 퀴리날레궁에서 선서한다] (이탈리아어). 이탈리아 방송 협회. 2022년 10월 21일. 2022년 10월 21일에 원본 문서에서 보존된 문서. 2022년 10월 21일에 확인함. Updated as of 22 October 2022.
124. ↑  “Nuovo governo, le news. Alle 10 il giuramento di Giorgia Meloni e dei ministri” [새 정부, 뉴스. 10시에 조르자 멜로니와 장관들의 선서]. 《스카이 TG24》 (이탈리아어). 2022년 10월 21일. 2022년 10월 21일에 원본 문서에서 보존된 문서. 2022년 10월 21일에 확인함. Updated as of 22 October 2022.
125. ↑  Harlan, Chico; Pitrelli, Stefano (2022년 10월 21일). “Meloni sworn in as Italy's first female prime minister”. 《워싱턴 포스트》. ISSN 0190-8286. 2022년 10월 21일에 원본 문서에서 보존된 문서. 2022년 10월 22일에 확인함.
126. ↑  Amante, Angelo; Weir, Keith (2022년 10월 21일). “Meloni takes charge as PM as Italy swings to the right”. 《로이터》. 2022년 10월 21일에 원본 문서에서 보존된 문서. 2022년 10월 21일에 확인함.
127. ↑  “Presidential palace says Giorgia Meloni forms government, giving Italy first far-right-led coalition since World War II”. 《ABC 뉴스》. AP (통신사). 2022년 10월 21일. 2022년 10월 22일에 원본 문서에서 보존된 문서. 2022년 10월 21일에 확인함.
128. ↑  “Far-right Meloni set to become Italy's first woman PM”. 《프랑스 24》 (프랑스 통신사). 2022년 10월 21일. 2022년 10월 21일에 원본 문서에서 보존된 문서. 2022년 10월 21일에 확인함.
129. ↑  “Governo Meloni, ecco il timing: l'incarico, il giuramento, la fiducia e la Legge di Bilancio” [멜로니 정부, 여기 타이밍: 임명, 선서, 신뢰, 그리고 예산법]. 《일 메시제로》 (이탈리아어). 2022년 10월 21일. 2022년 10월 21일에 원본 문서에서 보존된 문서. 2022년 10월 22일에 확인함.
130. ↑  Bongarrà, Francesco (2022년 10월 21일). “Dall'incarico alla manovra, il timing” [취임부터 예산안까지, 타이밍] (이탈리아어). ANSA (통신사). 2022년 10월 21일에 원본 문서에서 보존된 문서. 2022년 10월 22일에 확인함.
131. ↑  Jakhnagiev, Alexander (2022년 10월 25일). “Meloni alla Camera, l'applauso al suo arrivo e l'abbraccio di Salvini” [카메라의 멜로니, 도착 시 박수와 살비니의 포옹]. 《코리에레 델라 세라》 (이탈리아어). 2022년 10월 25일에 원본 문서에서 보존된 문서. 2022년 10월 25일에 확인함.
132. ↑  “Governo, da Iotti a Cristoforetti: le donne che 'hanno osato' citate da Meloni” [정부, 이오티부터 크리스토포레티까지: 멜로니가 언급한 '감히 한' 여성들]. 《아든크로노스》. 2022년 10월 25일. 2022년 10월 25일에 원본 문서에서 보존된 문서. 2022년 10월 25일에 확인함.
133. ↑  De Rosa, Gianluca. “Meloni citazionista: da Steve Jobs a Giovanni Paolo II, tutti i riferimenti del suo discorso” [멜로니 인용주의자: 스티브 잡스부터 요한 바오로 2세까지, 그녀의 연설의 모든 인용]. 《일 폴리오》 (이탈리아어). 2022년 10월 25일에 원본 문서에서 보존된 문서. 2022년 10월 25일에 확인함.
134. ↑  Cipolla, Alessandro; Imparato, Rosaria (2022년 10월 25일). “Meloni alla Camera, diretta video voto di fiducia al governo: cosa ha detto nella replica la presidente del Consiglio” [멜로니가 하원에서, 정부 신임 투표 라이브 비디오: 총리가 답변에서 무엇을 말했는가]. 《Money》 (이탈리아어). 2022년 10월 26일에 원본 문서에서 보존된 문서. 2022년 10월 26일에 확인함.
135. ↑  “Il Senato vota la fiducia al governo Meloni: 115 sì, 79 no e 5 astenuti” [상원은 멜로니 정부에 대한 신뢰 투표에서 115표 찬성, 79표 반대, 5표 기권을 기록했다] (이탈리아어). ANSA (통신사). 2022년 10월 26일. 2022년 10월 26일에 원본 문서에서 보존된 문서. 2022년 10월 26일에 확인함.
136. ↑  “Governo Meloni, le news. Cdm dà ok a dl unico su Covid, carcere ostativo e Rave party” [멜로니 정부, 뉴스. 내각, 코로나19, 오스타티브 교도소, 레이브 파티에 대한 단일 DL 승인]. 《스카이 TG24》 (이탈리아어). 2022년 10월 31일. 2022년 11월 1일에 원본 문서에서 보존된 문서. 2022년 11월 3일에 확인함.
137. ↑  “The party's over for illegal raves, Italy's new government says”. 《로이터》. 2022년 11월 1일. 2022년 11월 2일에 원본 문서에서 보존된 문서. 2022년 11월 3일에 확인함.
138. ↑  Boffa, Nadia (2022년 11월 1일). “Meloni party. Primo colpo di democrazia illiberale” [멜로니 정당. 비자유 민주주의의 첫 타격]. 《허프포스트》 (이탈리아어). 2022년 11월 1일에 원본 문서에서 보존된 문서. 2022년 11월 3일에 확인함.
139. ↑  Vitalba Azzolini [vitalbaa] (2022년 11월 1일). “Gazzetta Ufficiale. Confermo quanto avevo scritto. Norma insidiosa, scritta male, in teoria applicabile a qualunque raduno che l'autorità pubblica reputi pericoloso a suo giudizio. Giudizio del tutto discrezionale, perché la norma non fornisce criteri per definire la pericolosità” [공식 관보. 제가 쓴 내용을 확인합니다. 위험하고 잘못 작성된 규범으로, 이론상 공공 기관이 자체 판단으로 위험하다고 간주하는 모든 집회에 적용될 수 있습니다. 이 판단은 전적으로 재량적이며, 규범은 위험성을 정의하는 기준을 제공하지 않습니다] (트윗). 2022년 11월 4일에 원본 문서에서 보존된 문서. 2022년 11월 3일에 확인함.
140. ↑  Olivo, Francesco (2022년 11월 2일). “Governo, è lite sui rave party. Forza Italia vuole stoppare Meloni: 'Servono modifiche in Parlamento'” [정부, 레이브 파티에 대한 논쟁. 전진이탈리아는 멜로니를 막고 싶어한다: '의회에서 수정이 필요하다']. 《스탐파》 (이탈리아어). 2022년 11월 4일에 원본 문서에서 보존된 문서. 2022년 11월 3일에 확인함.
141. ↑  “Rave party, la mediazione di Forza Italia: 'Abbassare le pene a quattro anni'” [레이브 파티, 전진이탈리아의 중재: '형량을 4년으로 낮춰라']. 《라 레푸블리카》 (이탈리아어). 2022년 11월 2일. 2022년 11월 2일에 원본 문서에서 보존된 문서. 2022년 11월 3일에 확인함.
142. ↑  Cangemi, Annalisa (2022년 11월 2일). “Decreto anti rave party approda in Senato: prime crepe nel governo, Forza Italia vuole cambiarlo” [반 레이브 파티 법령이 상원에 도달: 정부 내 첫 균열, 전진이탈리아는 변경을 원한다]. 《팬페이지.it》 (이탈리아어). 2022년 11월 4일에 원본 문서에서 보존된 문서. 2022년 11월 3일에 확인함.
143. ↑  Caccia, Fabrizio (2022년 11월 1일). “Scontro sul decreto anti rave. Il Pd e i 5 Stelle: ritiratelo. Salvini: 'Indietro non si torna'” [반 레이브 법령에 대한 충돌. 민주당과 오성운동: 철회하라. 살비니: '되돌릴 수 없다']. 《코리에레 델라 세라》 (이탈리아어). 2022년 11월 1일에 원본 문서에서 보존된 문서. 2022년 11월 3일에 확인함.
144. ↑  “Decreto "rave party". La Meloni lo difende ma si apre a modifiche” ["레이브 파티" 법령. 멜로니는 이를 옹호하지만 수정에 개방적이다]. 《일 조르날레》 (이탈리아어). 2022년 11월 3일. 2023년 12월 15일에 원본 문서에서 보존된 문서. 2022년 11월 10일에 확인함.
145. ↑  “Decreto anti-rave, governo e Parlamento verso modifiche” [반 레이브 법령, 정부와 의회는 변경을 향해]. 《스카이 TG24》 (이탈리아어). 2023년 7월 13일에 원본 문서에서 보존된 문서. 2022년 11월 10일에 확인함.
146. ↑  “Meloni, serve legalità, difenderemo i confini – Ultima Ora”. 《ANSA 통신사》 (이탈리아어). 2022년 11월 8일. 2023년 7월 13일에 원본 문서에서 보존된 문서. 2022년 11월 11일에 확인함.
147. ↑  Marro, Enrico (2022년 11월 11일). “Decreto Aiuti quater, dal taglio delle accise alle bollette a rate: tutte le misure, in arrivo 9 miliardi” [원조 법령 쿼터, 소비세 인하부터 할부 청구서까지: 모든 조치, 90억 유로 도착 예정]. 《코리에레 델라 세라》 (이탈리아어). 2023년 5월 1일에 원본 문서에서 보존된 문서. 2022년 11월 11일에 확인함.
148. ↑  Latza Nadeau, Barbie (2023년 2월 26일). “Children and women among 43 dead as migrant boat hits rocks near Italy”. 《CNN》 (영어). 2023년 2월 26일에 원본 문서에서 보존된 문서. 2023년 2월 26일에 확인함.
149. ↑  D'Emilio, Frances (2023년 2월 26일). “Migrant boat breaks apart off Italy; 43 dead, 80 survivors”. 《AP 뉴스》 (영어). 2023년 2월 26일에 원본 문서에서 보존된 문서. 2023년 2월 26일에 확인함.
150. ↑  “Naufragio, Schlein contro Piantedosi: "Parole indegne, si dimetta" – Politica”. 《Agenzia ANSA》 (이탈리아어). 2023년 3월 1일. 2023년 3월 27일에 원본 문서에서 보존된 문서. 2023년 3월 26일에 확인함.
151. ↑  Povoledo, Elisabetta (2023년 5월 17일). “'Catastrophic' Floods in Italy Leave 8 Dead and Thousands Homeless”. 《뉴욕 타임스》. 2023년 5월 17일에 원본 문서에서 보존된 문서. 2023년 5월 17일에 확인함.
152. ↑  “Severe flooding in Italy kills 2; drought persists”. 《AP 뉴스》. 2023년 5월 4일. 2023년 5월 18일에 원본 문서에서 보존된 문서. 2023년 5월 17일에 확인함.
153. ↑  “Alluvione Emilia-Romagna: altre 5 vittime e un disperso nel Ravennate. Lugo e Cervia allagate. In Regione 34mila case senza luce”. 《일 파토 쿼티디아노》 (이탈리아어). 2023년 5월 18일. 2023년 5월 18일에 원본 문서에서 보존된 문서. 2023년 5월 18일에 확인함.
154. ↑  Robinson, James (2023년 5월 17일). “Italy flooding: Three dead and thousands evacuated from their homes as rivers burst their banks”. 스카이 뉴스. 2023년 5월 17일에 원본 문서에서 보존된 문서. 2023년 5월 17일에 확인함.
155. ↑  “La conta dei danni. Campi, aziende, strade e turismo: 5 miliardi persi.”. 《La Repubblica》 (이탈리아어). 2023년 5월 21일. 2023년 5월 21일에 원본 문서에서 보존된 문서. 2023년 5월 22일에 확인함.
156. ↑  “Alluvione Emilia-Romagna, la Regione: "I danni ammonteranno a oltre 7 miliardi"”. 《일 파토 쿼티디아노》 (이탈리아어). 2023년 5월 24일. 2023년 5월 25일에 원본 문서에서 보존된 문서. 2023년 5월 28일에 확인함.
157. ↑  “Convocazione del Consiglio dei Ministri n. 35”. 《www.governo.it》 (이탈리아어). 2023년 5월 22일. 2023년 8월 2일에 원본 문서에서 보존된 문서. 2023년 5월 28일에 확인함.
158. ↑  “La prima misura del governo per aiutare le zone alluvionate in Emilia-Romagna”. 《일 포스트》 (이탈리아어). 2023년 5월 23일. 2023년 5월 30일에 원본 문서에서 보존된 문서. 2023년 5월 28일에 확인함.
159. ↑  “Il decreto del governo per l'Emilia Romagna. Stanziati oltre due miliardi”. 《아기》 (이탈리아어). 2023년 5월 23일. 2023년 6월 7일에 원본 문서에서 보존된 문서. 2023년 5월 28일에 확인함.
160. ↑  “Emilia-Romagna diretta maltempo. Meloni: "Locomotiva d'Italia, non può fermarsi". Conselice evacuata per rischio sanitario”. 《la Repubblica》 (이탈리아어). 2023년 5월 26일. 2023년 6월 16일에 원본 문서에서 보존된 문서. 2023년 5월 26일에 확인함.
161. ↑  “Non c'è ancora un commissario straordinario per l'alluvione in Romagna”. 《일 포스트》 (이탈리아어). 2023년 6월 8일. 2023년 11월 19일에 원본 문서에서 보존된 문서. 2023년 6월 8일에 확인함.
162. ↑  “Alluvione, Salvini mette il veto su Bonaccini: slitta la nomina a commissario”. 《La Repubblica》 (이탈리아어). 2023년 5월 23일. 2023년 5월 30일에 원본 문서에서 보존된 문서. 2023년 5월 28일에 확인함.
163. ↑  “Perché il governo non ha ancora nominato Stefano Bonaccini commissario per la ricostruzione in Emilia Romagna”. 《팬페이지》 (이탈리아어). 2023년 5월 25일. 2023년 6월 8일에 원본 문서에서 보존된 문서. 2023년 5월 28일에 확인함.
164. ↑  Baroncini, Valerio (2023년 6월 26일). “Figliuolo commissario post alluvione per 5 anni. Le reazioni, Bonaccini: "Scelta sbagliata"”. 《일 레스토 델 카를리노》 (이탈리아어). 2023년 7월 30일에 원본 문서에서 보존된 문서. 2023년 6월 28일에 확인함.
165. ↑  “La procédure d'infraction de l'UE contre l'Italie jugée "surréaliste" par Giorgia Meloni”.
166. ↑  “Casellati al lavoro sul presidenzialismo, proseguono le 'consultazioni': ora tocca alle opposizioni. Obiettivo: ddl entro giugno”. 《la Repubblica》 (이탈리아어). 2023년 1월 13일. 2023년 3월 5일에 원본 문서에서 보존된 문서. 2023년 3월 26일에 확인함.
167. ↑  Il Cdm approva il premierato. Meloni: "Madre di tutte le riforme, basta ribaltoni e governi tecnici" 보관됨 19 12월 2023 - 웨이백 머신. la Repubblica
168. ↑  Jack Guy; Barbie Latza Nadeau (2023년 7월 21일). “Italy starts removing lesbian mothers' names from children's birth certificates”. 《CNN》 (영어). 2024년 4월 10일에 원본 문서에서 보존된 문서. 2023년 12월 29일에 확인함.
169. ↑  “Il Presidente Meloni incontra a Roma il Presidente Macron” [멜로니 대통령이 로마에서 마크롱 대통령을 만난다]. 《Governo》 (이탈리아어). 2022년 10월 23일. 2022년 11월 7일에 원본 문서에서 보존된 문서. 2022년 11월 11일에 확인함.
170. ↑  Zapponini, Gianluca (2022년 11월 3일). “Il poker di Meloni in Europa. Cronaca di una giornata a Bruxelles” [멜로니의 유럽 포커. 브뤼셀에서의 하루 연대기]. 《Formiche.net》 (이탈리아어). 2022년 11월 4일에 원본 문서에서 보존된 문서. 2022년 11월 3일에 확인함.
171. ↑  “Cop27, il discorso di Meloni: "L'Italia ha triplicato gli sforzi per la lotta al cambiamento climatico" – Il video” [COP27, 멜로니의 연설: "이탈리아는 기후 변화와의 싸움에서 노력을 세 배로 늘렸다" – 비디오]. 《Open》 (이탈리아어). 2022년 11월 7일. 2023년 2월 1일에 원본 문서에서 보존된 문서. 2022년 11월 15일에 확인함.
172. ↑  “Cop27, Meloni vede Sisi: apre sul gas ma resta il nodo Regeni. Onu chiede tasse sui profitti” [COP27, 멜로니가 시시를 만난다: 가스 개방, 하지만 레제니 문제는 남아있다. UN은 이윤에 대한 세금을 요구한다]. 《일 솔레 24 오레》 (이탈리아어). 2022년 11월 7일. 2023년 7월 13일에 원본 문서에서 보존된 문서. 2022년 11월 15일에 확인함.
173. ↑  “Bali, il Presidente Meloni al Vertice G20”. 《이탈리아 정부》 (이탈리아어). 2022년 11월 16일. 2023년 7월 13일에 원본 문서에서 보존된 문서. 2023년 3월 26일에 확인함.
174. ↑  “Vertice G20, il Presidente Meloni incontra il Presidente degli Stati Uniti Biden”. 《이탈리아 정부》 (이탈리아어). 2022년 11월 15일. 2023년 7월 13일에 원본 문서에서 보존된 문서. 2023년 3월 26일에 확인함.
175. ↑  “Italy's Meloni discusses Ukraine, China in G20 meeting with Biden”. 《로이터》 (영어). 2022년 11월 15일. 2023년 7월 13일에 원본 문서에서 보존된 문서. 2023년 3월 26일에 확인함.
176. ↑  “Meloni in Algeria: 'Algeri fondamentale per realizzare Piano Mattei'”. 《스카이 TG24》 (이탈리아어). 2013년 1월 23일. 2023년 12월 14일에 원본 문서에서 보존된 문서. 2023년 3월 26일에 확인함.
177. ↑  “Meloni in Algeria: l'Italia può diventare un hub per la distribuzione di energia”. 《일 솔레 24 오레》 (이탈리아어). 2023년 1월 23일. 2023년 4월 16일에 원본 문서에서 보존된 문서. 2023년 3월 26일에 확인함.
178. ↑  Ciriaco, Tommaso (2023년 2월 21일). “Le lacrime, il fango, i fiori. Meloni a Bucha nella 'città non sconfitta': "Con voi fino alla fine"”. 《la Repubblica》 (이탈리아어). 2023년 3월 2일에 원본 문서에서 보존된 문서. 2023년 3월 26일에 확인함.
179. ↑  “Meloni a Bucha, combatteremo per la vostra libertà – Ultima Ora”. 《ANSA 통신사》 (이탈리아어). 2023년 2월 21일. 2023년 7월 13일에 원본 문서에서 보존된 문서. 2023년 3월 26일에 확인함.
180. ↑  “Migrants and Ukraine: on these bases Meloni and Morawiecki are consolidating the alliance in view of the European elections”. 《아젠치아 노바》. 2023년 7월 5일. 2023년 10월 3일에 원본 문서에서 보존된 문서. 2023년 9월 18일에 확인함.
181. ↑  “Il Presidente Meloni in India”. 《이탈리아 정부》 (이탈리아어). 2023년 3월 2일. 2023년 7월 13일에 원본 문서에서 보존된 문서. 2023년 3월 26일에 확인함.
182. ↑  Lauria, Emanuele (2023년 3월 2일). “Italia-India: Meloni e il 'modello' di consenso Modi: "Il più amato del mondo. Nuova Delhi può facilitare pace giusta per Ucraina"”. 《la Repubblica》 (이탈리아어). 2023년 7월 13일에 원본 문서에서 보존된 문서. 2023년 3월 26일에 확인함.
183. ↑  “Israel ready to help Italy become energy hub, Netanyahu says”. 《로이터》. 2023년 3월 10일. 2023년 12월 17일에 원본 문서에서 보존된 문서. 2023년 9월 17일에 확인함.
184. ↑  “How Netanyahu is provoking armed Intifada in the West Bank”. 《요르단 타임스》. 2023년 5월 30일. 2023년 9월 27일에 원본 문서에서 보존된 문서. 2023년 9월 17일에 확인함.
185. ↑  Cos'è il Piano Mattei di cui parla tanto Giorgia Meloni 보관됨 10 10월 2023 - 웨이백 머신. Today
186. ↑  Meloni in Etiopia: 'A ottobre presentiamo il piano Mattei per l'Africa' 보관됨 16 5월 2023 - 웨이백 머신. ANSA
187. ↑  “Meloni in Ethiopia: "Italy can be the spokesperson for the continent's needs"”. 《아젠치아 노바》. 2023년 4월 15일. 2023년 10월 4일에 원본 문서에서 보존된 문서. 2023년 9월 18일에 확인함.
188. ↑  Visita del Presidente Meloni in Etiopia 보관됨 20 4월 2023 - 웨이백 머신. www.governo.it
189. ↑  Meloni, von der Leyen e Rutte in Tunisia 보관됨 18 7월 2023 - 웨이백 머신. 이탈리아 정부
190. ↑  “Italy's Meloni: Good China relations possible without Belt and Road”. 《폴리티코》. 2023년 5월 28일. 2023년 11월 8일에 원본 문서에서 보존된 문서. 2023년 8월 11일에 확인함.
191. ↑  La Casa Bianca avvisa Meloni: "Sui diritti Lgbtq+ serve più attenzione". Lei sceglie di parlare a Fox, la tv pro-Trump 보관됨 15 11월 2023 - 웨이백 머신. la Repubblica
192. ↑  “President Meloni visits Israel”. 《www.governo.it》 (영어). 2023년 10월 21일. 2023년 12월 19일에 원본 문서에서 보존된 문서. 2023년 10월 23일에 확인함.
193. ↑  “France, Italy and Spain 'outraged' after UN peacekeepers injured - and accuse Israel of violating international law”. 《스카이 뉴스》. 2024년 10월 11일.
194. ↑  “Italy's Meloni to stand in EU elections in bid to boost ruling party”. 《프랑스 24》 (영어). 2024년 4월 28일. 2024년 4월 28일에 원본 문서에서 보존된 문서. 2024년 4월 28일에 확인함.
195. ↑  “The Summit”. 《G7 Italia 2024》 (영어). 2024년 6월 15일에 원본 문서에서 보존된 문서. 2024년 6월 15일에 확인함.
196. ↑  Mallees, Nojoud Al (2024년 6월 14일). “G7 leaders pledge action to counter foreign interference in new statement”. 《CP24》 (영어). 2024년 6월 15일에 원본 문서에서 보존된 문서. 2024년 6월 15일에 확인함.
197. ↑  Pope Francis becomes first pontiff to address a G7 summit, raising alarm about AI. The G7 responds. AP 뉴스
198. ↑  “President Meloni visits Lebanon”. 《www.governo.it/en》. 2024년 10월 18일. 2024년 10월 19일에 확인함.
199. ↑  Bubola, Emma (2024년 12월 27일). “Italian Journalist Is Detained While Reporting in Iran”. 《뉴욕 타임스》. 2025년 1월 3일에 확인함.
200. ↑  Tondo, Lorenzo (2024년 12월 27일). “Italian journalist arrested and held in solitary confinement in Iran”. 《가디언》. 2024년 12월 28일에 확인함.
201. ↑  “Iran confirms arrest of Italian journalist Cecilia Sala”. 《알 아라비야 영어》 (영어). 2024년 12월 30일. 2024년 12월 30일에 확인함.
202. ↑  “Mohammad Abedini Najafabadi, chiesti arresti domiciliari per iraniano fermato a Malpensa” [모함마드 아베디니 나자파바디, 말펜사 공항에서 체포된 이란인에 대한 가택연금 요청]. 《스카이 이탈리아》. 2024년 12월 30일.
203. ↑  Raymond, Nate (2024년 12월 27일).  Nickel, Rod, 편집. “Engineer pleads not guilty in US case over deadly Iran-linked drone strike”. 《로이터》. 보스턴. 2025년 1월 5일에 원본 문서에서 보존된 문서. 2025년 1월 5일에 확인함.
204. ↑  Office of Public Affairs (2024년 12월 16일). “Founder of Iranian Company Arrested for Providing Material Support to the Islamic Revolutionary Guard Corps (IRGC), and for Scheme to Procure Sensitive U.S. Technology for Use in IRGC Military Drones, One of Which Killed Three U.S. Servicemembers”. 《justice.gov》. 미국 법무부. 2024년 12월 30일에 원본 문서에서 보존된 문서. 2024년 12월 30일에 확인함.
205. ↑  Alavi, Shahed (2025년 1월 3일). “Iran tells Italy it seeks prisoner swap for jailed Italian journalist”. 이란 인터내셔널.
206. ↑  “Italian journalist Cecilia Sala freed from detention in Iran, Italian PM's office says”. CNN. 2025년 1월 8일.
207. ↑  Giuffrida, Angela (2025년 1월 8일). “Italian journalist Cecilia Sala returns home after release from prison in Iran”. 《가디언》 (영국 영어). ISSN 0261-3077. 2025년 1월 9일에 확인함.
208. ↑  Zampano, Giada (2025년 1월 12일). “Italy's justice minister seeks to revoke the arrest of an Iranian based on a US warrant”. 《ABC 뉴스》. 2025년 1월 12일에 확인함.
209. ↑  Libero per un cavillo il carnefice libico, Al-Masri è già a Tripoli. 라이 뉴스
210. ↑  Giorgia Meloni è indagata per favoreggiamento e peculato per il caso Almasri, insieme a Piantedosi, Nordio e Mantovano. Lei: "A testa alta e senza paura". 코리에레 델라 세라
211. ↑  “Why is Italy's Meloni being investigated for release of Libyan ICC suspect?”. 《유로뉴스》. 2025년 1월 29일.
212. ↑  Il caso. Un rebus l'arresto del torturatore libico. Scarcerato, è già a Tripoli. 아베니레
213. ↑  Matranga, Anna; Reals, Tucker (2025년 4월 17일). “Italy's Giorgia Meloni meets with Trump at the White House amid EU anxiety - CBS News”. 《www.cbsnews.com》 (미국 영어). 2025년 4월 29일에 확인함.
214. ↑  Bubola, Emma (2025년 4월 18일). “Meloni and Trump: Oval Office Meeting Cements Special Rapport”. 《뉴욕 타임스》.
215. ↑  “The Trump whisperer': Papers react to Trump's meeting with Meloni”. 2025년 4월 18일.
216. ↑  Harlan, Chico; Pitrelli, Stefano (2022년 9월 13일). “A far-right politician is poised to become Italy's first female leader”. 《워싱턴 포스트》. ISSN 0190-8286. 2022년 9월 14일에 원본 문서에서 보존된 문서. 2022년 9월 21일에 확인함.
217. ↑  Khrebtan-Hörhager, Julia; Pyatovskaya, Evgeniya (2022년 9월 19일). “Giorgia Meloni – the political provocateur set to become Italy's first far-right leader since Mussolini”. 《더 컨버세이션》. 2022년 10월 1일에 원본 문서에서 보존된 문서. 2022년 10월 13일에 확인함.
218. ↑  Latza Nadeau, Barboe (Summer 2018). 《FEMME FASCISTA: How Giorgia Meloni became the star of Italy's far right》. 《세계 정책 저널》 35 (세계 정책 연구소). 14–21쪽. doi:10.1215/07402775-7085556. JSTOR 27204872. 2025년 1월 31일에 확인함.
219. ↑  Taube, Friedel (2018년 8월 30일). “Women increasingly drawn to right-wing populist parties, study shows”. 《도이체 벨레》. 2021년 9월 7일에 원본 문서에서 보존된 문서. 2022년 10월 3일에 확인함.
220. ↑  Farrell, Nicholas (2022년 7월 20일). “Is Giorgia Meloni the most dangerous woman in Europe?”. 《스펙테이터》. 2022년 8월 21일에 원본 문서에서 보존된 문서. 2022년 8월 21일에 확인함.
221. ↑  Tharoor, Ishaan (2022년 9월 27일). “Italy's Meloni: The mainstreaming of the West's far right is complete”. 《워싱턴 포스트》. 2022년 9월 27일에 원본 문서에서 보존된 문서. 2022년 10월 20일에 확인함.
222. ↑  Farrell, Nicholas (2022년 9월 27일). “It is absurd to call Giorgia Meloni 'far right'”. 《데일리 텔레그래프》. ISSN 0307-1235. 2022년 9월 27일에 원본 문서에서 보존된 문서. 2022년 9월 28일에 확인함.
223. ↑  Horowitz, Jason (2022년 9월 24일). “Italian Voters Appear Ready to Turn a Page for Europe”. 《뉴욕 타임스》. ISSN 0362-4331. 2022년 9월 26일에 원본 문서에서 보존된 문서. 2022년 9월 25일에 확인함.
224. ↑  “Italian far-right star turns against Russia”. 《유럽 참관자》. 2022년 5월 30일. 2022년 5월 30일에 원본 문서에서 보존된 문서. 2022년 9월 21일에 확인함.
225. ↑  von Nahmen, Alexandra (2022년 9월 20일). “Italy's election: Giorgia Meloni, far-right favorite for prime minister, appeals to disgruntled voters”. 《도이체 벨레》. 2022년 9월 25일에 원본 문서에서 보존된 문서. 2022년 9월 21일에 확인함.
226. ↑  Hutt, David; Schad, Verena (2022년 8월 24일). “Ukraine war: How has Russia's invasion changed Europe?”. 《유로뉴스》. 2022년 9월 5일에 원본 문서에서 보존된 문서. 2022년 9월 21일에 확인함.
227. ↑  Amante, Angelo; Balmer, Crispian; Vagnoni, Giselda (2022년 8월 25일). “Italy's Meloni says public finances will be safe in her hands”. 《로이터》. 2022년 9월 19일에 원본 문서에서 보존된 문서. 2022년 9월 21일에 확인함.
228. ↑  Balmer, Crispian (2022년 9월 26일). “Italy's right wing, led by Meloni, wins election, exit polls say”. 《로이터》. 2022년 9월 27일에 원본 문서에서 보존된 문서. 2022년 10월 20일에 확인함.
229. ↑  “FdI, Orbán scrive a Meloni: "Collaboriamo, abbiamo una visione comune del mondo: lottiamo insieme"” [FdI, 오르반이 멜로니에게 편지를 쓴다: "우리는 협력한다, 우리는 세상에 대한 공통된 비전을 가지고 있다: 함께 싸우자"]. 《라 레푸블리카》 (이탈리아어). 2021년 2월 25일. 2022년 9월 9일에 원본 문서에서 보존된 문서. 2022년 9월 29일에 확인함.
230. ↑  Prestigiacomo, Dario (2020년 2월 3일). “Meloni difende Orban: 'Ue contro di lui perché si batte per la sovranità'” [멜로니가 오르반을 옹호한다: 'EU는 주권을 위해 싸우기 때문에 그에게 반대한다']. 《유로파 투데이》 (이탈리아어). 2021년 4월 19일에 원본 문서에서 보존된 문서. 2022년 9월 29일에 확인함.
231. ↑  “Why Rishi Sunak loves Italy's Giorgia Meloni”. 《폴리티코》 (영어). 2023년 12월 15일. 2023년 12월 24일에 원본 문서에서 보존된 문서. 2023년 12월 24일에 확인함.
232. ↑  Diver, Tony (2023년 7월 12일). “Rishi Sunak and Giorgia Meloni appear to be new best friends”. 《데일리 텔레그래프》 (영국 영어). ISSN 0307-1235. 2023년 12월 24일에 원본 문서에서 보존된 문서. 2023년 12월 24일에 확인함.